# Gilbert Stuart
Gilbert Charles Stuart (nar. Stewart; 3. prosince 1755 – 9. července 1828) byl americký malíř z kolonie Rhode Island, který je obecně považován za jednoho z nejdůležitějších amerických portrétistů. Jeho nejznámějším dílem je portrét George Washingtona, započatý v roce 1796, který je někdy označován jako Portrét z Athenaea (Athenaeum Portrait). Stuart si portrét ponechal a použil jej k malování desítek kopií, které si objednávali zákaznícii v Americe i v zahraničí. Portrét se již více než století objevuje na americké dolarové bankovce a byl na různých poštovních známkách 19. a počátku 20. století.
Stuart vytvořil portréty více než 1000 lidí, včetně prvních šesti prezidentů USA. Jeho práce lze dnes najít v muzeích po celých Spojených státech a Velké Británii, zejména v Metropolitním muzeu umění a Frickově galerii v New Yorku, Národní galerii ve Washingtonu, Národní portrétní galerii v Londýně, Muzeum umění ve Worcesteru v Massachusetts a Muzeu výtvarného umění v Bostonu.

## Život

### Mládí

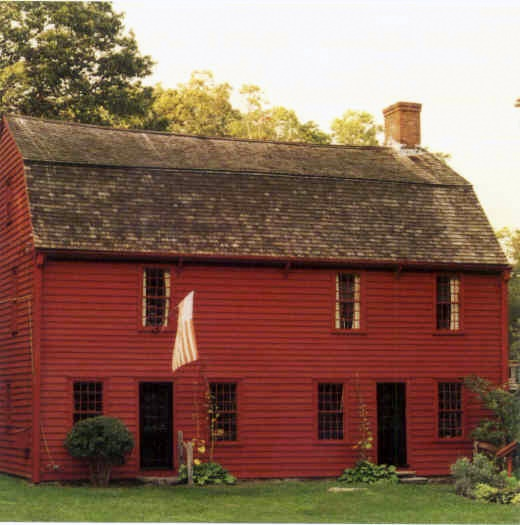
Rodiště Gilberta Stuarta v Saunderstownu na Rhode Islandu

Gilbert Stuart se narodil v Saunderstownu, vesnici v North Kingstownu v kolonii Rhode Island and Providence Plantations, a byl pokřtěn 11. dubna 1756 v kostele Old Narragansett Church. Byl třetím dítětem skotského přistěhovalce Gilberta Stewarta, výrobce šňupacího tabáku, a Elizabeth Anthony Stewartové, členky prominentní rodiny vlastnící půdu z Middletownu na Rhode Islandu. Stuartův otec vlastnil první dílnu na šňupací tabák v Americe, která se nacházela v přízemí rodinné usedlosti.
Stuart se v šesti letech přestěhoval do Newportu na Rhode Island, kde jeho otec obchodoval. V Newportu poprvé začal projevovat malířský talent. V roce 1770 se seznámil se skotským umělcem Cosmem Alexanderem, návštěvníkem kolonií, který tvořil portréty místní honorace a stal se Stuartovým učitelem. Když mu bylo 14 let, namaloval Stuart pod vedením Alexandera obraz Španělé Dr. Huntera, dnes visící v Hunter House Mansion v Newportu.
V roce 1771 se Stuart přestěhoval s Alexandrem do Skotska, aby dokončil studium; Alexander však o rok později zemřel v Edinburghu. Stuart se snažil uživit a rozvíjet se jako malíř, ale nedařilo se mu, a tak se v roce 1773 vrátil do Newportu.

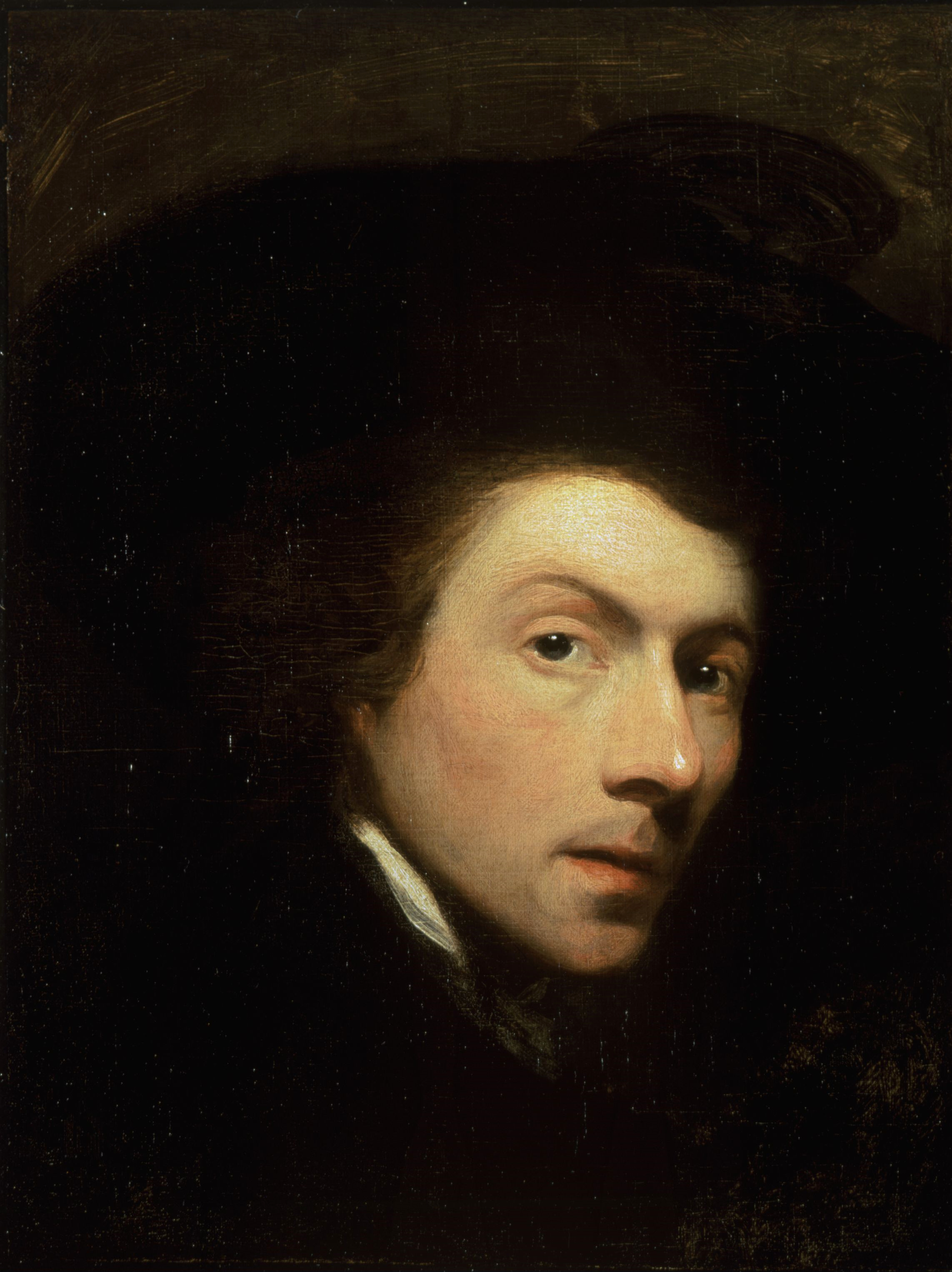
Autoportrét z roku 1778

Vyhlídky Stuarta jako portrétisty byly ohroženy nástupem americké revoluce a s ní spojeným sociálním neklidem. Stuart byl loajalistou a podle příkladu Johna Singletona Copleyho odešel v roce 1775 do Anglie. Jeho malířský styl se v tomto období začal rozvíjet nad rámec relativně lineárního stylu s ostrými čarami, který se naučil od Alexandra. Zpočátku byl neúspěšný, ale v roce 1777 se stal chráněncem Benjamina Westa a následujících šest let s ním studoval. Vztah byl pro něho přínosný a poprvé vystavoval v Královské akademii na jaře 1777.

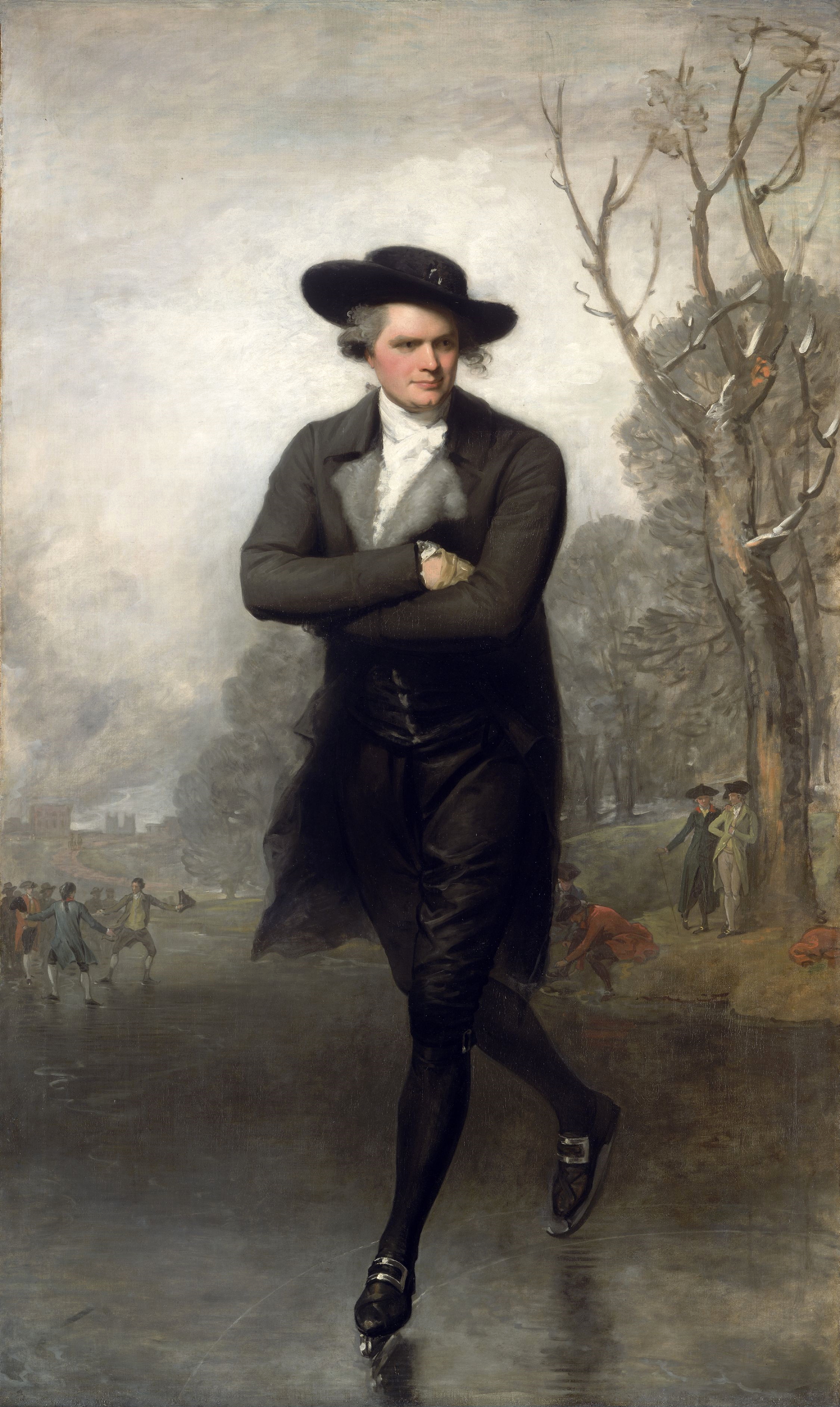
Bruslař, 1782, portrét sira Williama Granta

V roce 1782 zažil Stuart úspěch, a to především díky obrazu Bruslař, portrétu Williama Granta. Byl to Stuartův první portrét celé postavy a podle historičky umění Margaret C. S. Christmanové „popíral převládající názor, že Stuart dokáže přijatelně zobrazit obličej, ale pokud jde o postavu, nedokáže se dostat pod pátý knoflík“. Stuart řekl, že ho „najednou proslavil jediný obraz“.
V jednu chvíli s cenou jeho obrazy mohly soutěžit pouze renomovaní angličtí umělci Joshu Reynolds a Thomas Gainsborough. Navzdory mnoha zakázkám však nedokázal udržovat své finance v pořádku a hrozilo mu, že bude poslán do vězení dlužníků. V roce 1787 uprchl do irského Dublinu, kde se stejnou vervou maloval i hromadil dluhy.

### Působení v USA
Stuart ukončil 18letý pobyt v Británii a Irsku v roce 1793 a zanechal po sobě řadu nedokončených obrazů. Do Spojených států se vrátil se zvláštním cílem: namalovat portrét George Washingtona, nechat ho reprodukovat jako rytinu a zajistit svou rodinu prodejem těchto rytin. Krátce se usadil v New Yorku a maloval portréty vlivných lidí, kteří by ho mohli uvést k Washingtonovi. V roce 1794 namaloval státníka Johna Jaye, od kterého dostal doporučující dopis do Washingtonu. V roce 1795 se Stuart přestěhoval do Germantownu ve Filadelfii, kde si otevřel ateliér. Washingtona pak namaloval později v tomtéž roce.

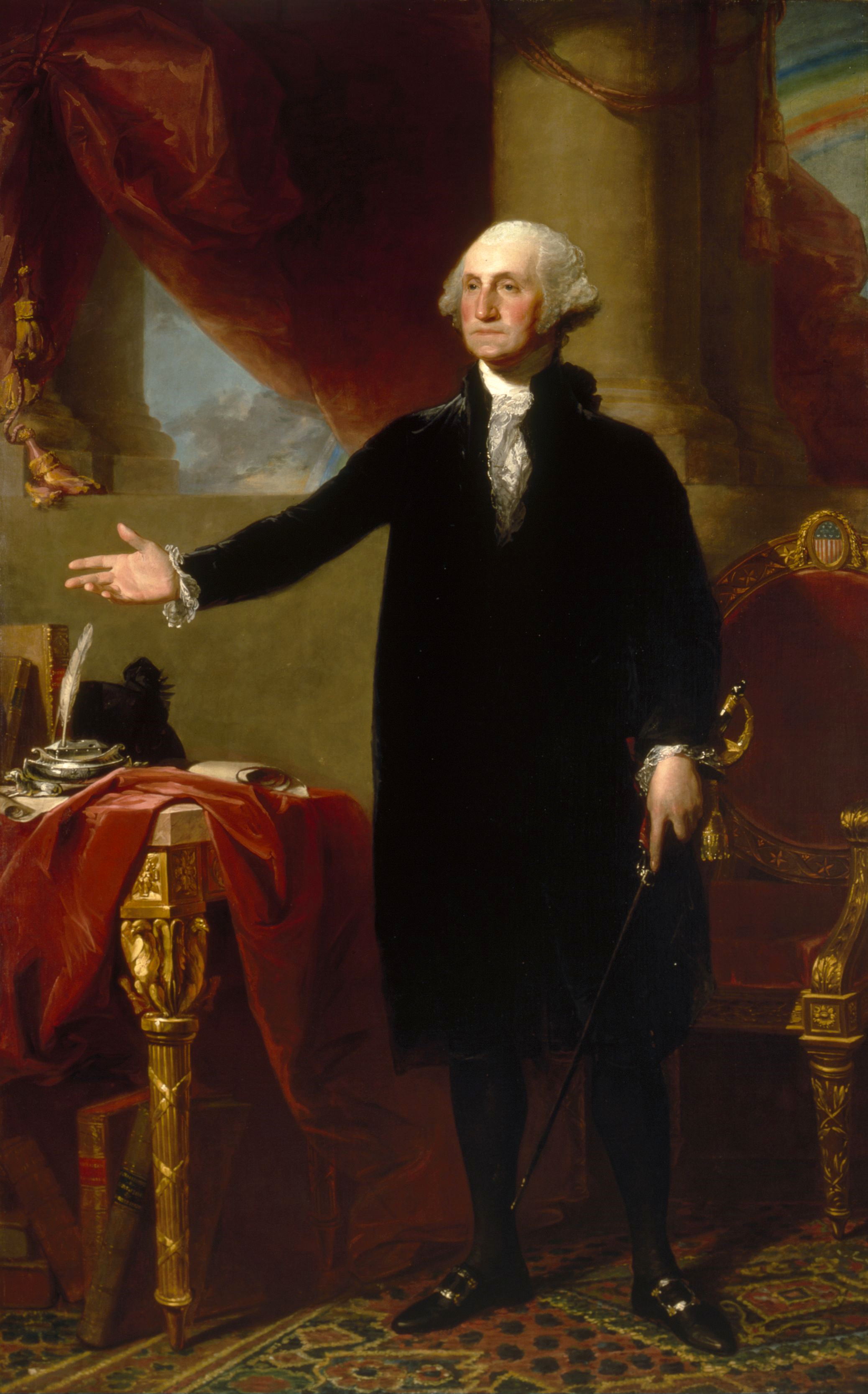
George Washington (tzv. Lansdowneův portrét, 1796). Olej na plátně. National Portrait Gallery, Washington, DC

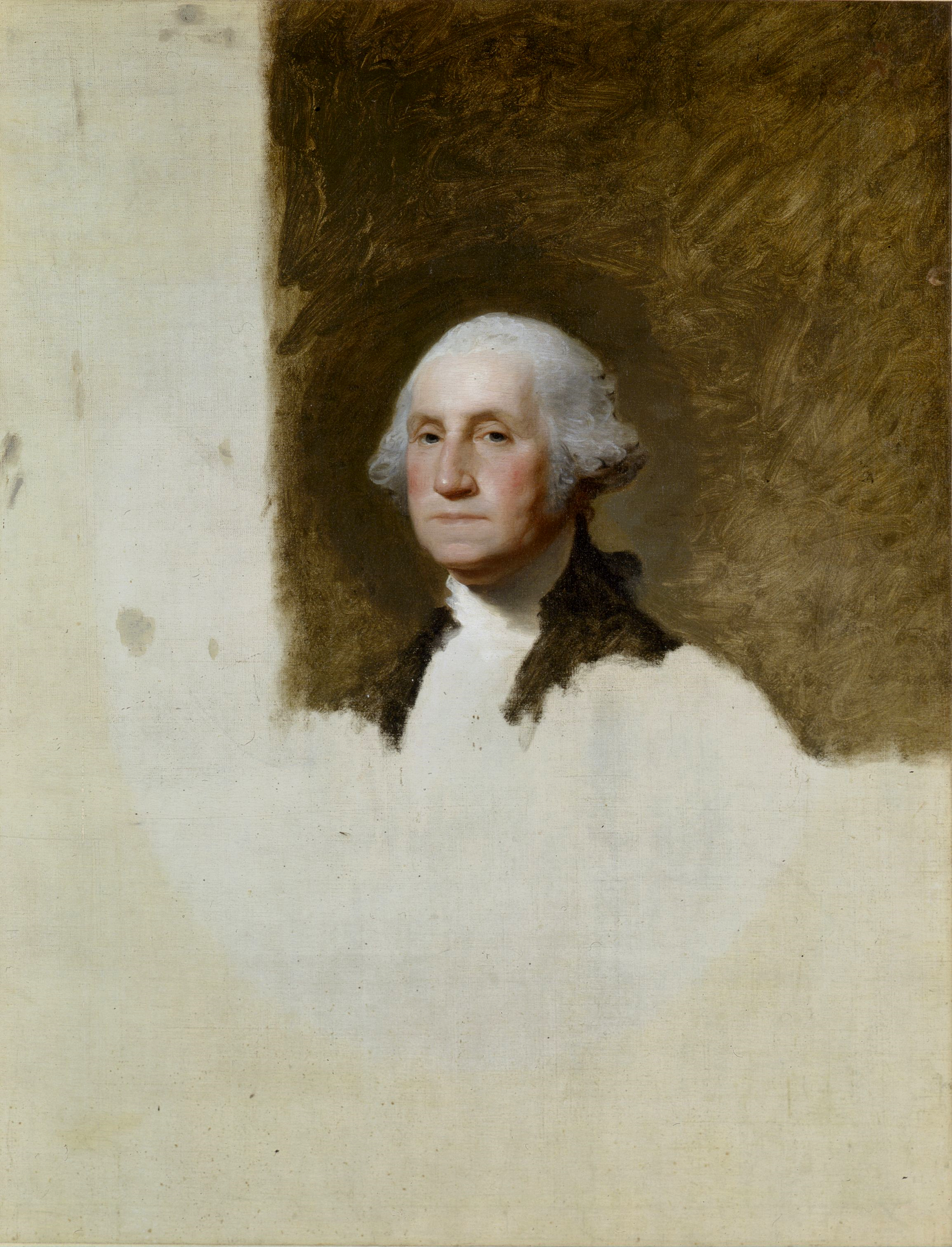
Nedokončený portrét George Washingtona z roku 1796, známý jako Portrét z Athenaea, Stuartovo nejslavnější dílo

Stuart namaloval řadu známých portrétů Washingtona, z nichž každý vyvolal poptávku po kopiích, což Stuarta zaměstnalo a dobře zaplatilo na celé roky. Nejslavnější a nejznámější z těchto podobizen je známá jako Portrét z Athenaea a je zobrazena na americké jednodolarové bankovce. Stuart namaloval asi 75 reprodukcí Portrétu z Athenaea. Původní verzi však nikdy nedokončil; po dokončení Washingtonovy tváře si ji ponechal nezměněnou, aby podle ní tvořil kopie. Prodal až 70 jejích reprodukcí za cenu 100 tehdejších dolarů za kus, ale původní portrét zůstal ještě v době jeho smrti v roce 1828 nedokončený. Obraz byl v roce 1980 společně zakoupen Národní portrétní galerií a Muzeem výtvarného umění v Bostonu a obvykle bývá vystaven v Národní portrétní galerii.
Další slavný obraz George Washingtona je Lansdowneův portrét, velký portrét, jehož jedna verze visí v Bílém domě v sále East Room. Obraz byl zachráněn během vypálení Washingtonu v britsko-americké válce v roce 1812 díky úsilí první dámy Dolley Madisonové a Paula Jenningse, jednoho z otroků prezidenta Jamese Madisona. Čtyři verze portrétu jsou připisovány Stuartovi a další kopie byly namalovány jinými umělci pro americké vládní budovy. V roce 1803 si Stuart otevřel ateliér ve Washingtonu.
Stuart se v roce 1805 přestěhoval do Devonshire Street v Bostonu a pokračoval v tradici úspěchů u uměleckých kritiků a finančních problémů. Svá díla vystavoval v místních galeriích Doggett's Repository a Julien Hall.  Jeho radu vyhledávali další umělci, jako byli John Trumbull, Thomas Sully, Washington Allston a John Vanderlyn.

### Osobní život

Gilbert Stuart od Jane Stuartové, Rodný dům a muzeum Gilberta Stuarta

Stuart se někdy kolem září 1786 oženil s Charlotte Coatesovou; byla o 13 let mladší a „mimořádně hezká“. Měli 12 dětí, z nichž pět bylo roku 1815 již mrtvých a další dvě pak zemřely mladé. Jejich dcera Jane (1812–1888) se také stala malířkou. Měla ateliéry v Bostonu a Newportu na Rhode Islandu, a tam prodala mnoho obrazů svého otce i jejich replik, které sama namalovala.
V roce 1824 Stuart utrpěl mrtvici, po která částečně ochrnul. Pokračoval však v práci a malovat přestal až dva roky před svou smrtí v Bostonu 9. července 1828 ve věku 72 let. Byl pohřben na hřbitově Old South Burial Ground ve čtvrti Boston Common.
Stuart zanechal svou rodinu těžce zadluženou a jeho manželka a dcery si nemohly koupit upravené hrobové místo. Byl proto pohřben v neoznačeném hrobě, který levně koupily od místního truhláře Benjamina Howlanda.  Rodina se vzpamatovala z finančních potíží o 10 let později a plánovala přemístit jeho tělo na hřbitov v Newportu. Nemohli si však vzpomenout na přesné umístění jeho hrobu, takže ostatky zůstaly na místě. Na hřbitově v Newportu je památník Stuarta, jeho manželky a jejich dětí.
Bostonské Athenæum uspořádalo v srpnu 1828 benefiční výstavu Stuartových děl ve snaze finančně pomoci jeho rodině. Pro tuto kriticky uznávanou a dobře obeslanou výstavu bylo zapůjčeno více než 250 portrétů. Tam byl také poprvé veřejně představen jeho nedokončený Washingtonův <i>Portrét z</i> <i id="mwlw">Athenaea</i> z roku 1796.

## Odkaz
Během své kariéry Gilbert Stuart namaloval podobizny více než 1000 amerických osobností. Kritikové vyzvedávali vitalitu a přirozenost jeho portrétů a jím portrétovaní lidé se v jeho společnosti cítili dobře. John Adams řekl:
| „ | Obecně řečeno žádné pokání není jako nechat si dělat portrét. Musíte sedět nehybně v nepřirozené pozici, což je zkouška trpělivosti. Ale Stuartovi bych klidně byl modelem od prvního ledna do posledního prosince, protože mě nechává dělat, co chci, a neustále mě baví svým povídáním. | “ |

Stuart byl známý tím, že pracoval bez pomoci skic, začal přímo na plátně, což bylo v té době velmi neobvyklé. Jeho přístup naznačuje rada, kterou dal svému žákovi Matthew Harrisovi Jouettovi: „Nikdy nešetři barvami, maluj důkladně, ale udržuj své barvy tak oddělené, jak jen můžeš. Žádné míchání barev, to ničí jasný a krásný účinek.“
John Henri Isaac Browere sejmul kolem 1825 sádrový otisk Stuartovy tváře. V roce 1940 vydala americká pošta sérii poštovních známek s názvem „Famous Americans Series“ na památku slavných umělců, autorů, vynálezců, vědců, básníků, pedagogů a hudebníků. Gilbert Stuart se nachází na jednocentové známce v kategorii umělců, spolu s Jamesem McNeilem Whistlerem, Augustem Saint-Gaudensem, Danielem Chesterem Frenchem a Fredericem Remingtonem.
Dnes je Stuartův rodný dům v Saunderstownu na Rhode Islandu přístupný veřejnosti jako Rodný dům a muzeum Gilberta Stuarta. Muzeum se skládá z původního domu, kde se umělec narodil. Po celém domě visící kopie jeho obrazů. Muzeum bylo otevřeno v roce 1930.

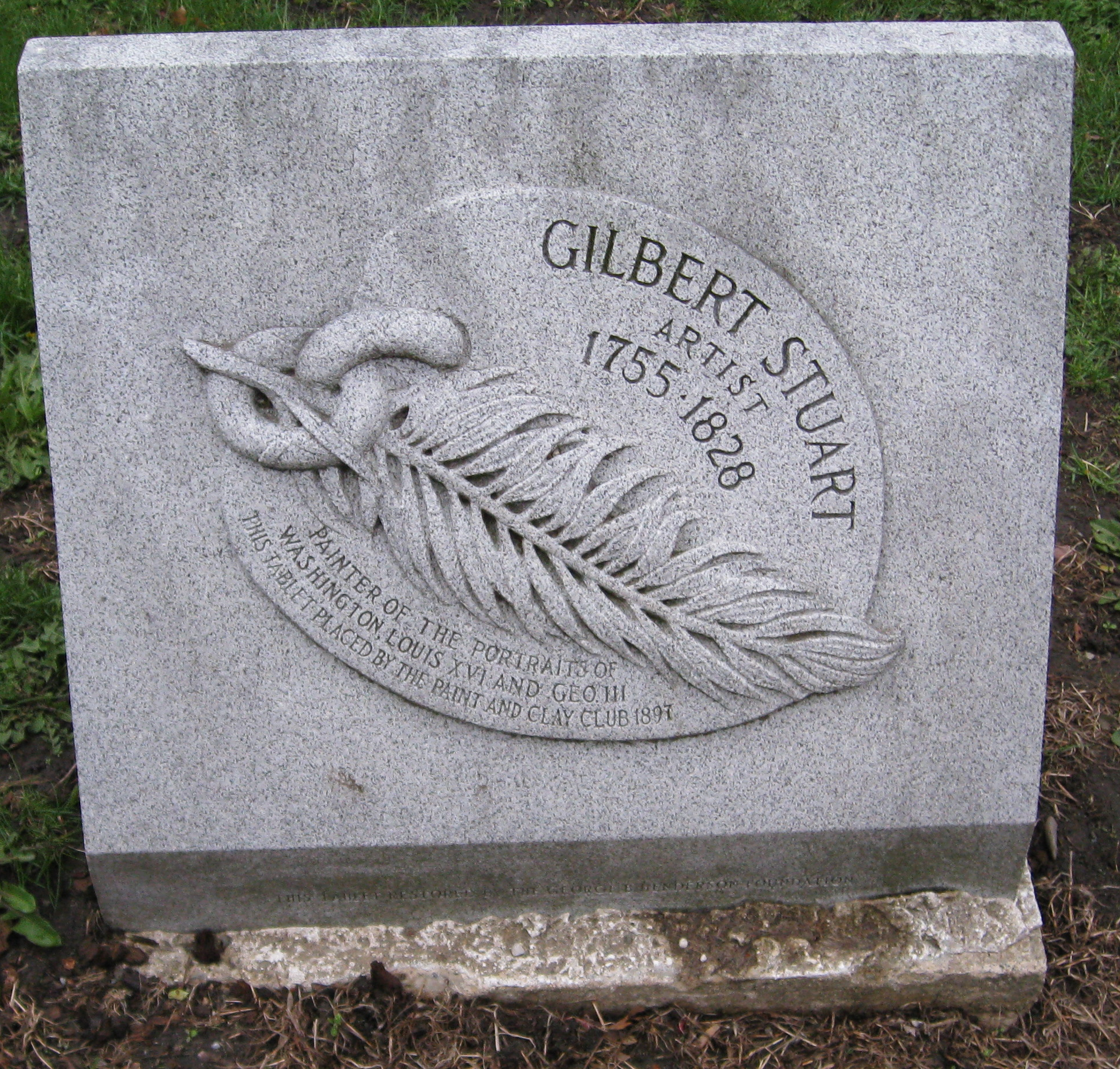
Pamětní deska umístěná v Boston Common
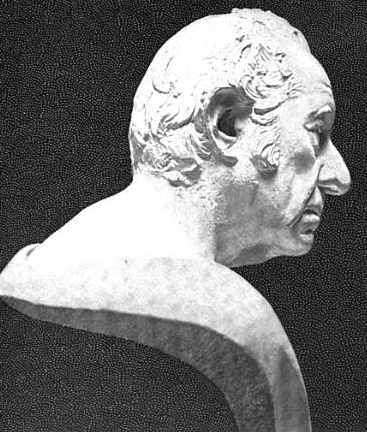
Busta Stuarta podle odlitku Johna H. I. Browereho, kolem 1825
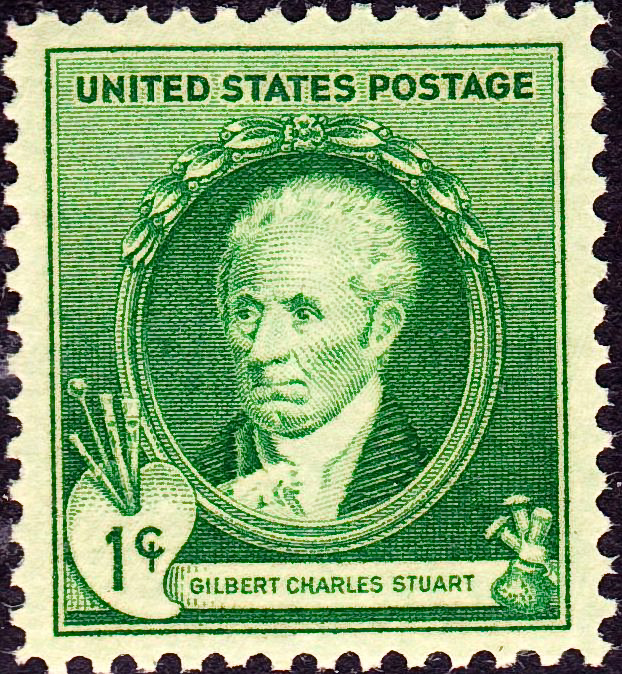
Gilbert Stuart

Stuartovy obrazy Washingtona, Jeffersona a dalších sloužily jako modely pro desítky amerických poštovních známek.

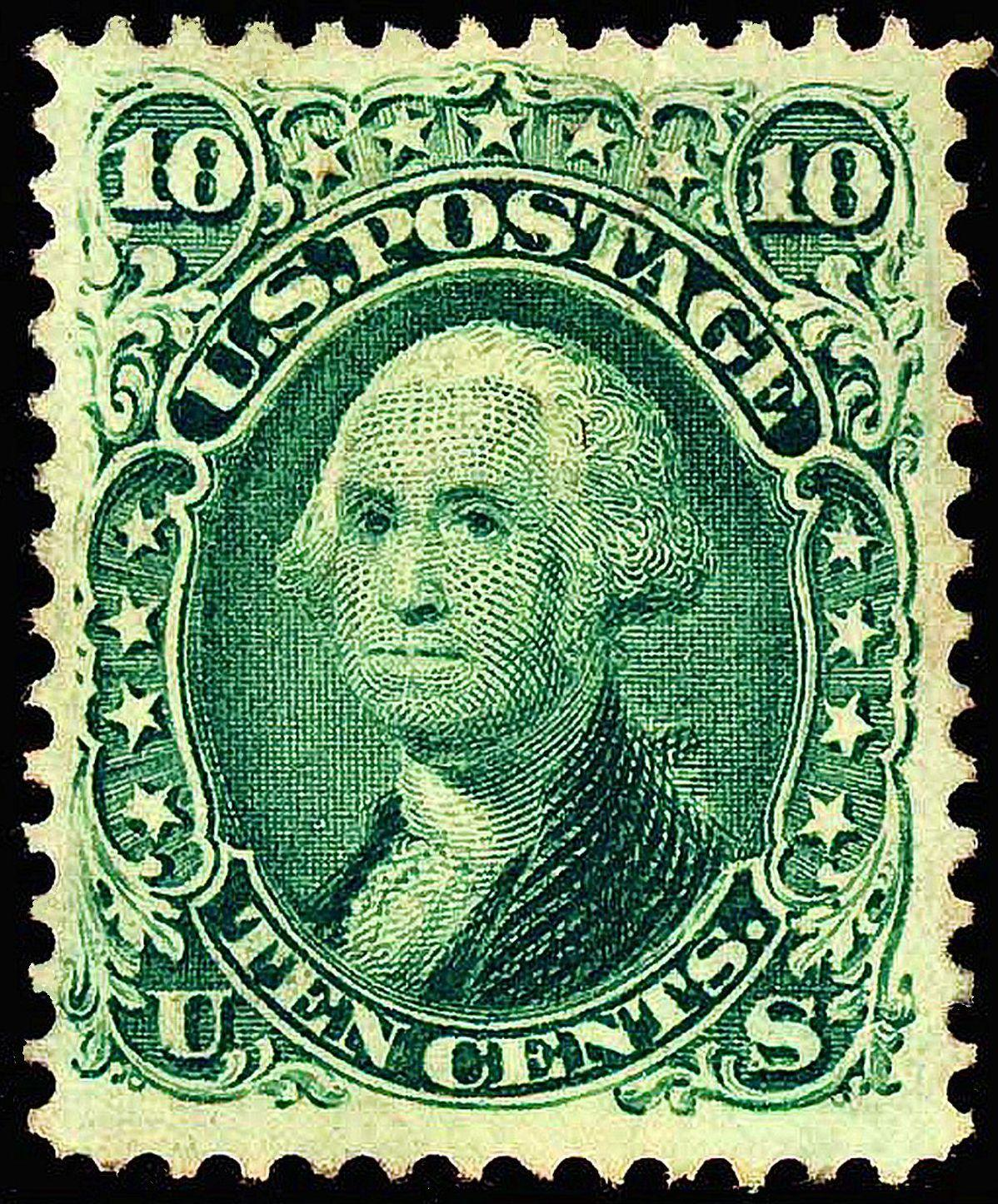
1861
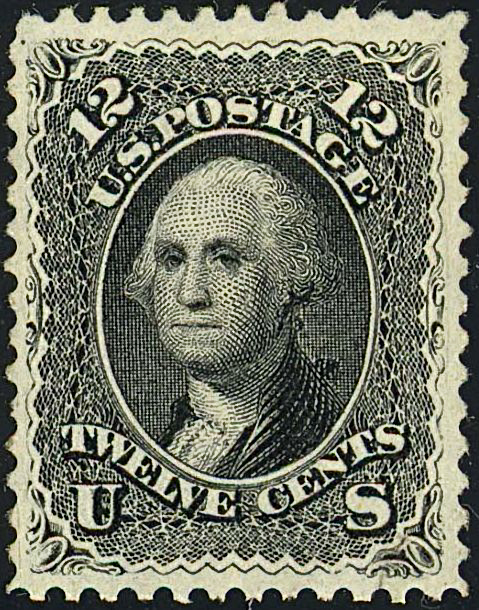
1861
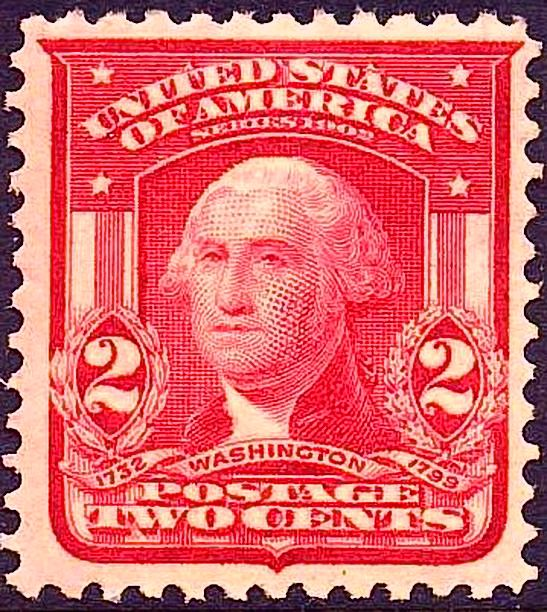
1903
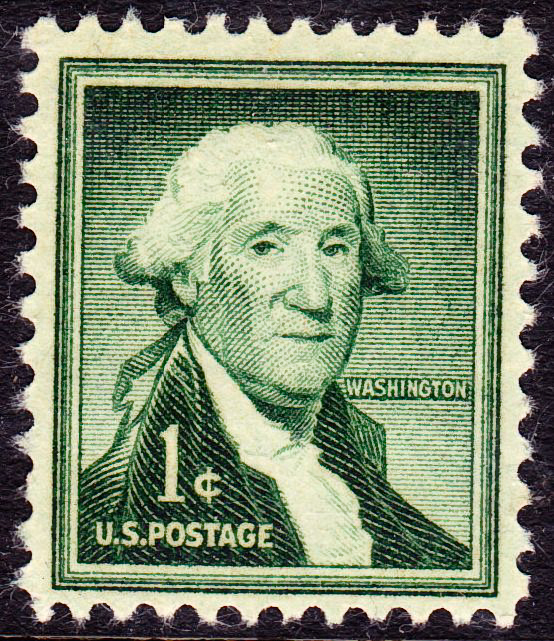
1954

## Galerie portrétů

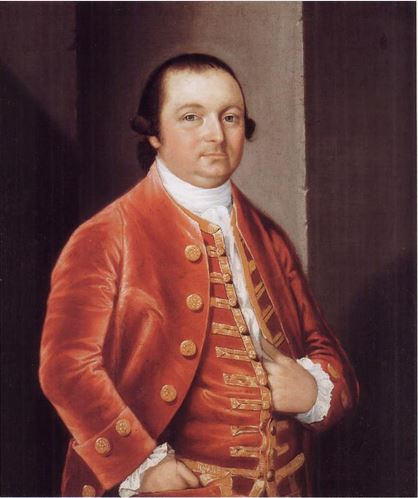
John Banister, Jr., 1774–1775
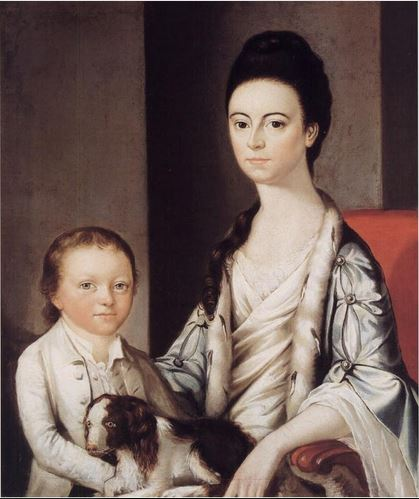
Paní Banisterová se synem, 1774
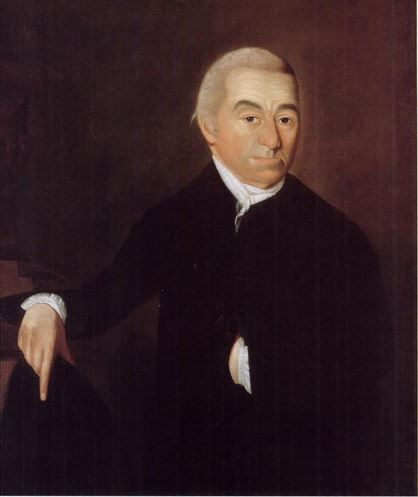
Jacob Rodriguez Rivera, asi 1775
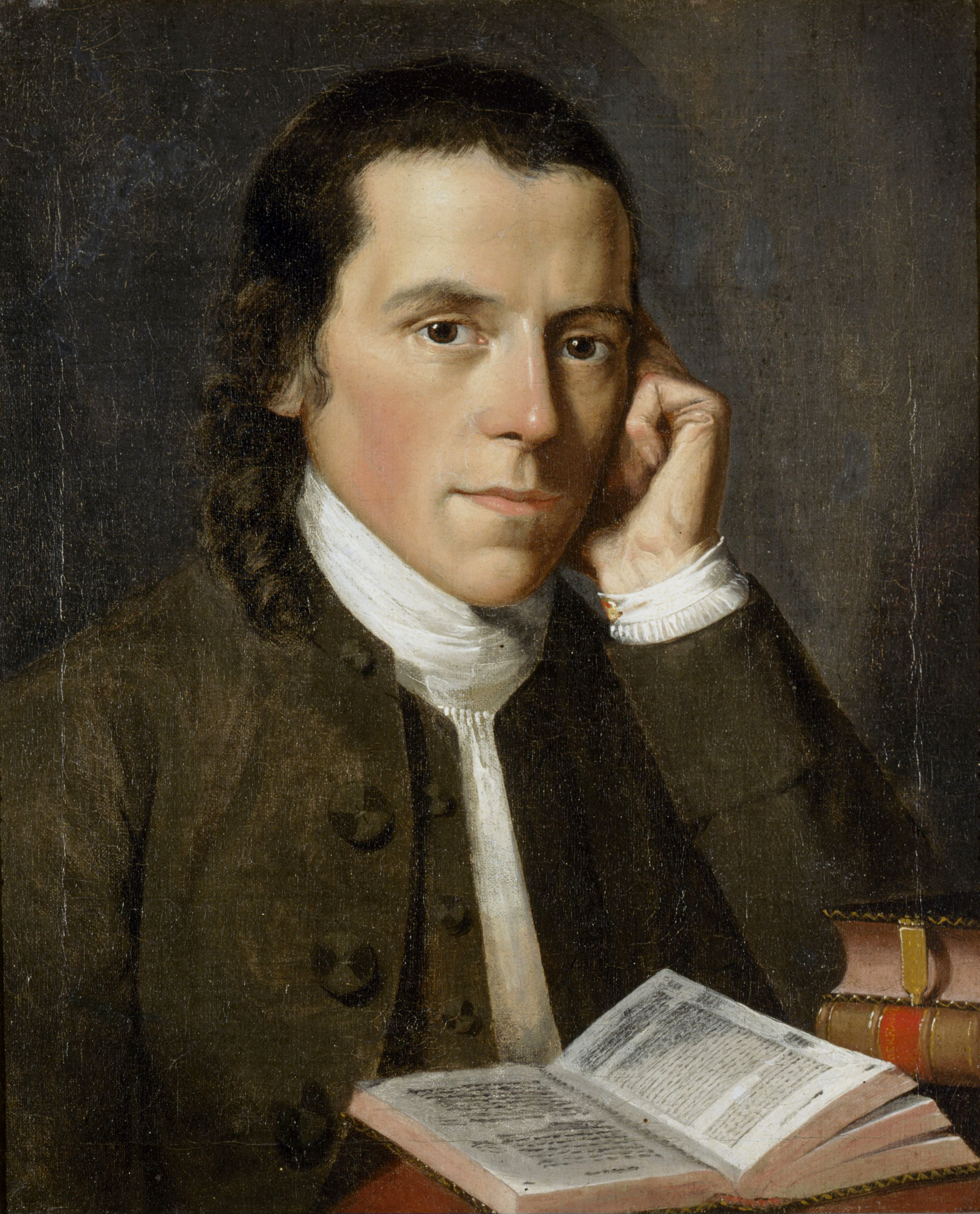
Benjamin Waterhouse, 1775
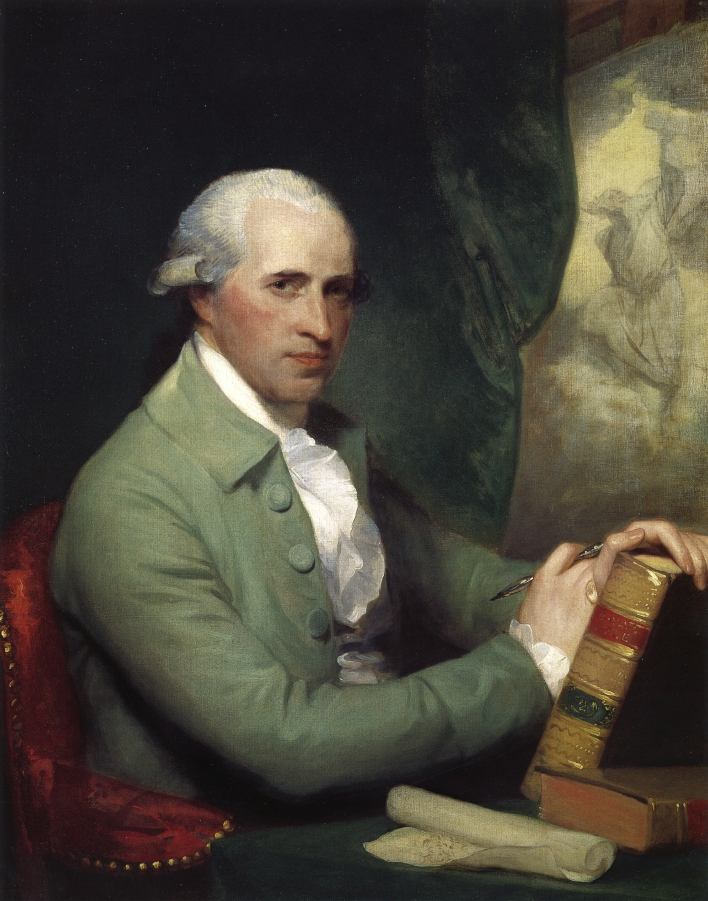
Americký umělec Benjamin West, 1783–1784
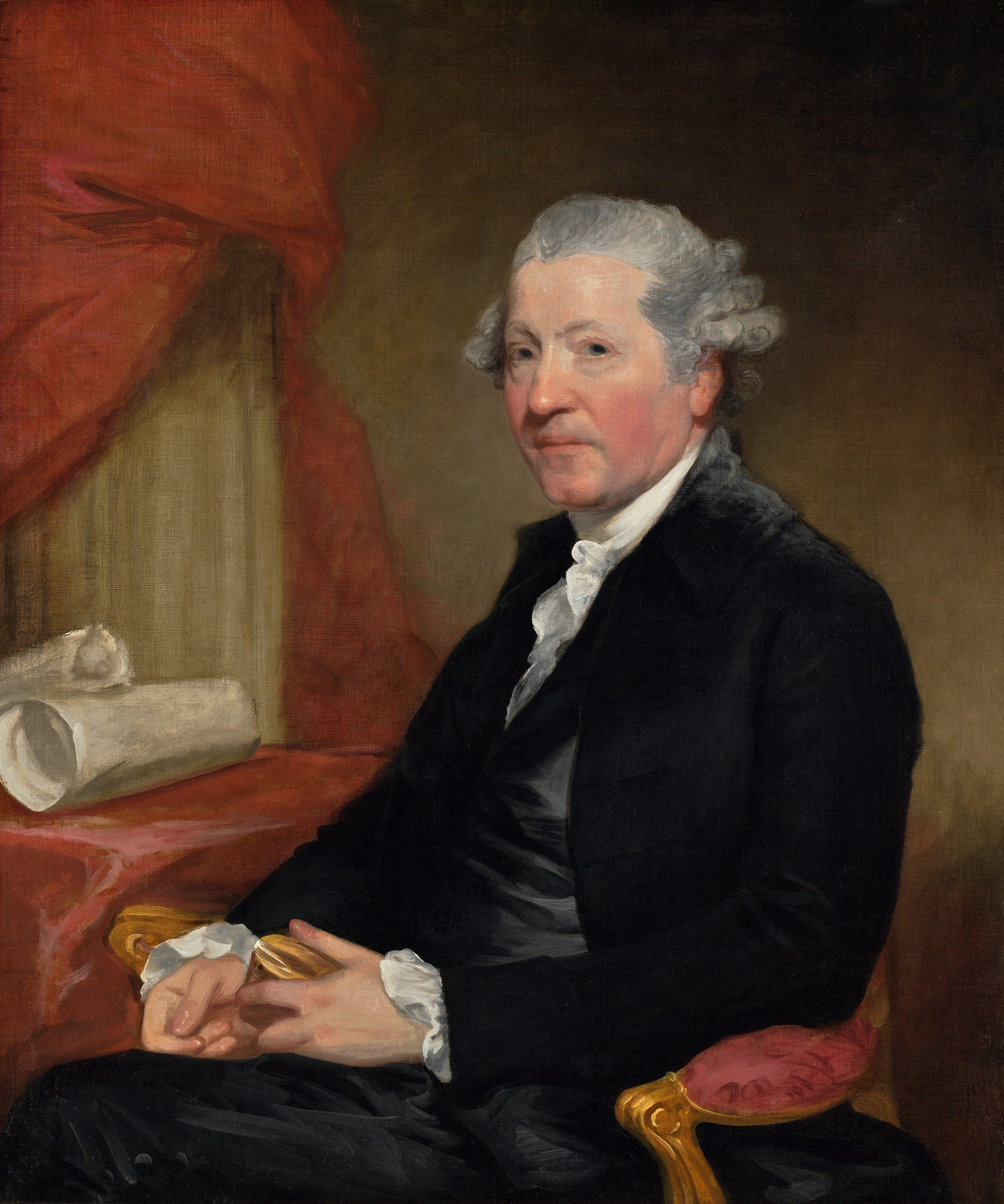
Anglický umělec Joshua Reynolds, 1784
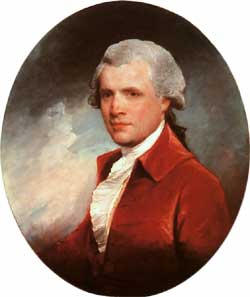
Americký umělec John Singleton Copley, c. 1784
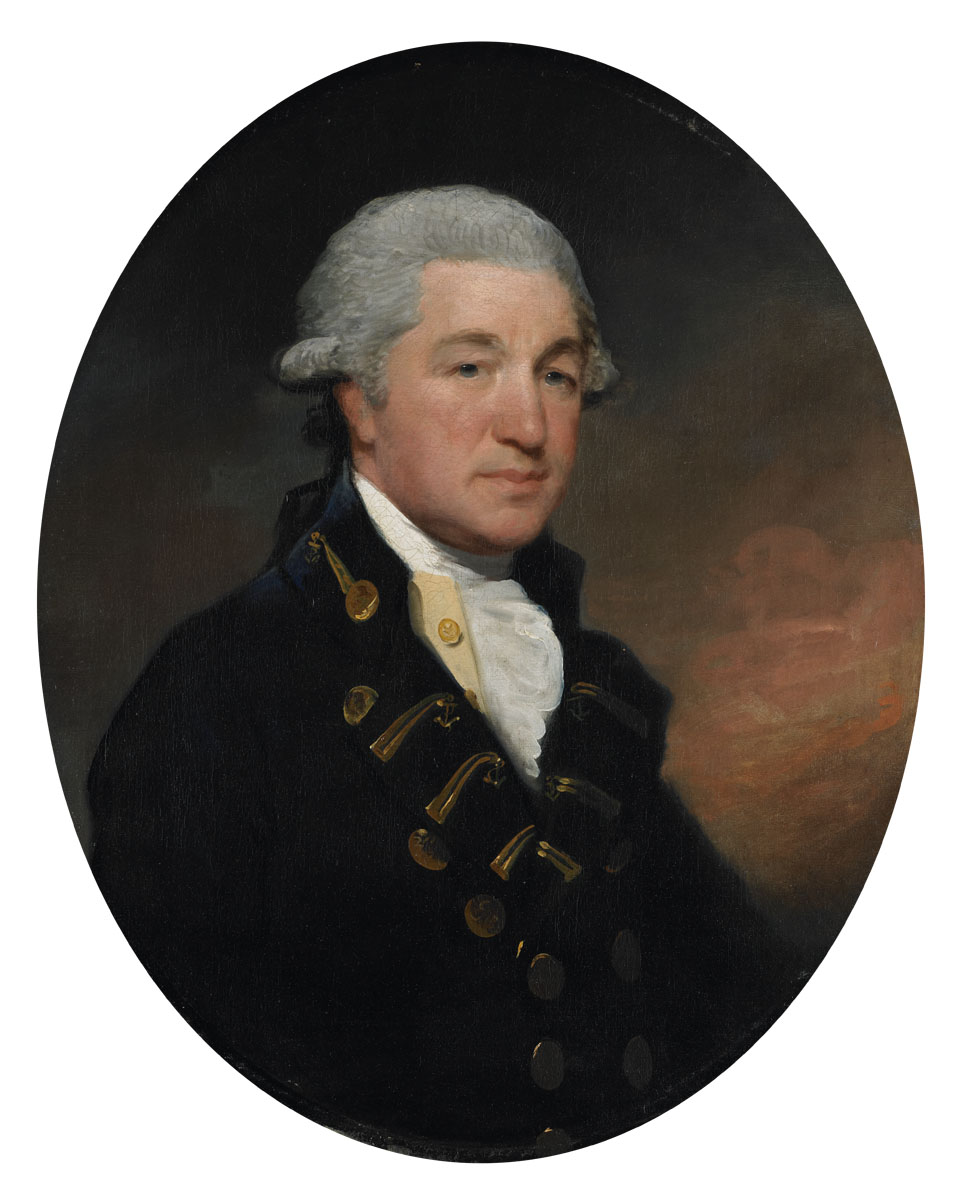
John Jones z Frankley, 1785, Birmingham Museum of Art
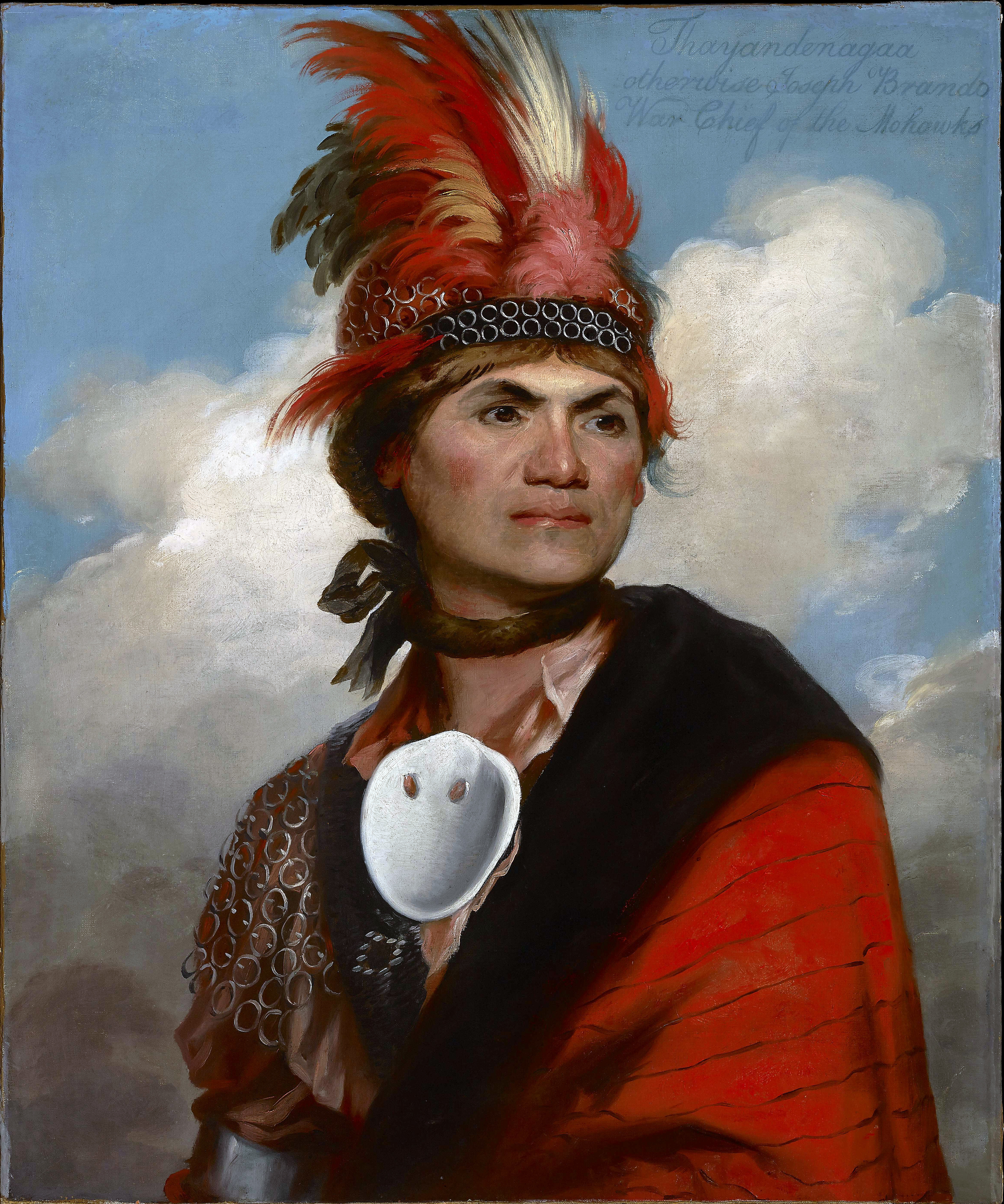
Náčelník Mohawků Joseph Brant, 1785, Britské muzeum, Londýn
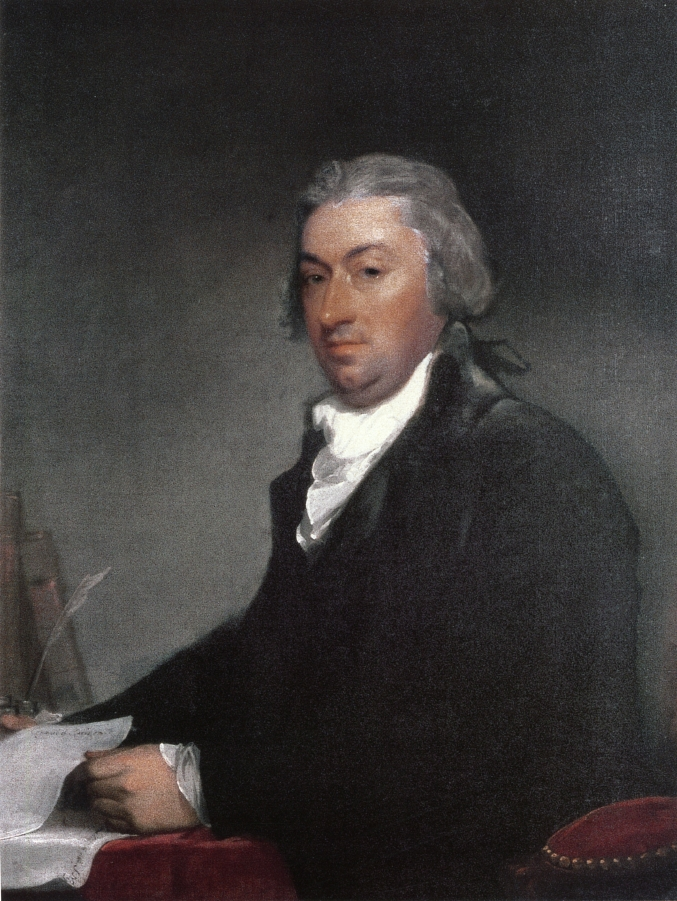
Robert R. Livingston, diplomat a jeden ze zakladatelů USA, 1793–1794
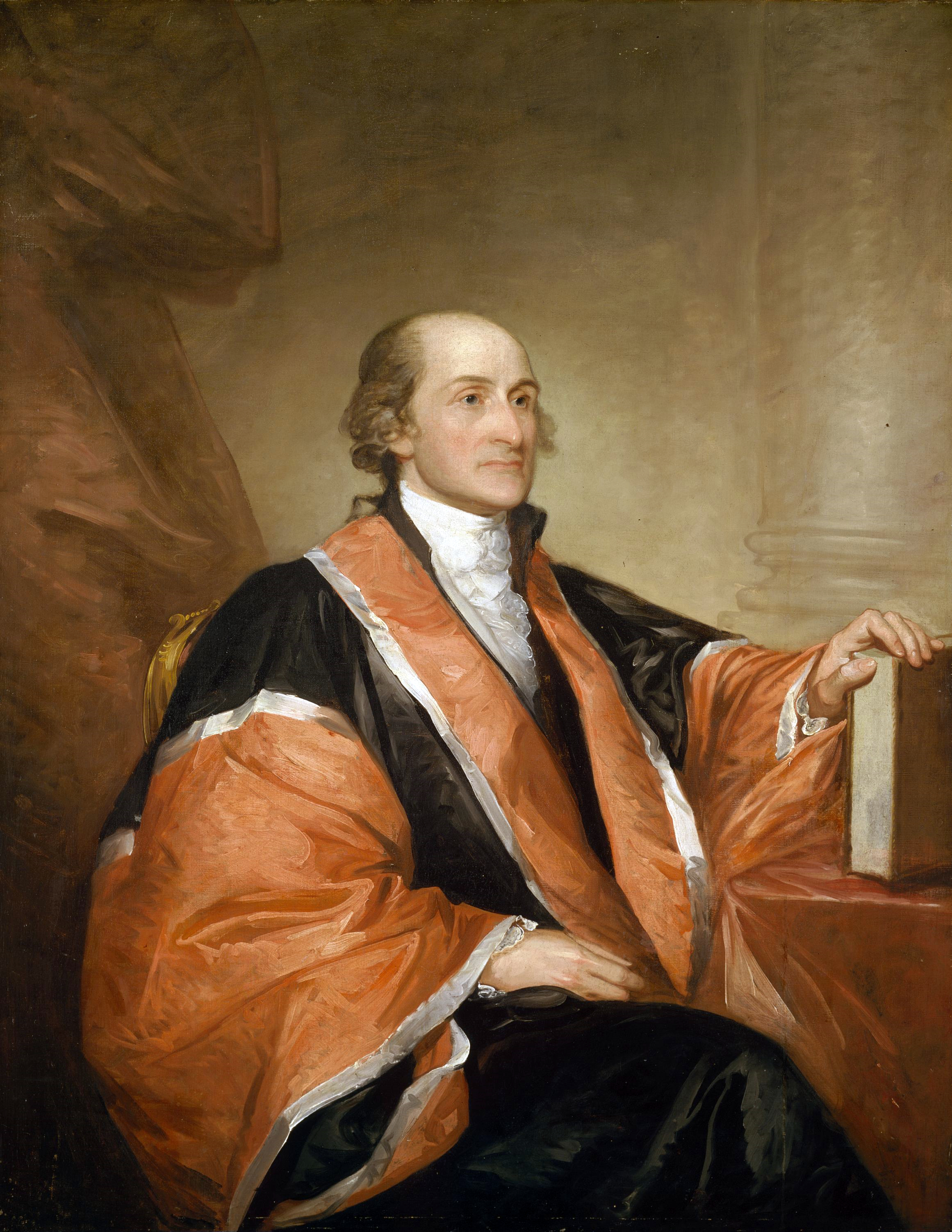
John Jay, 1794, první předseda Nejvyššího soudu Spojených států
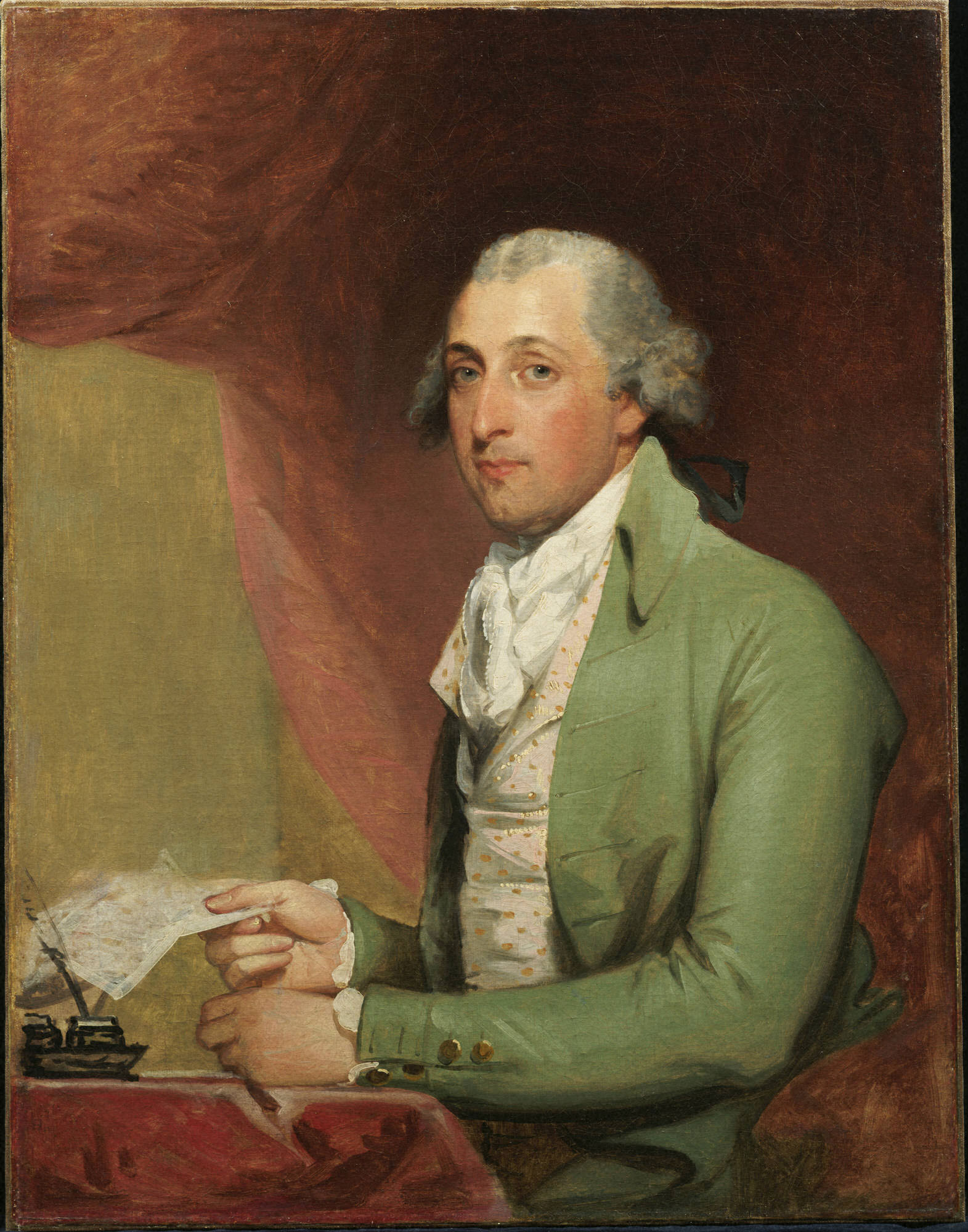
William Bayard, 1794, Princeton University Art Museum
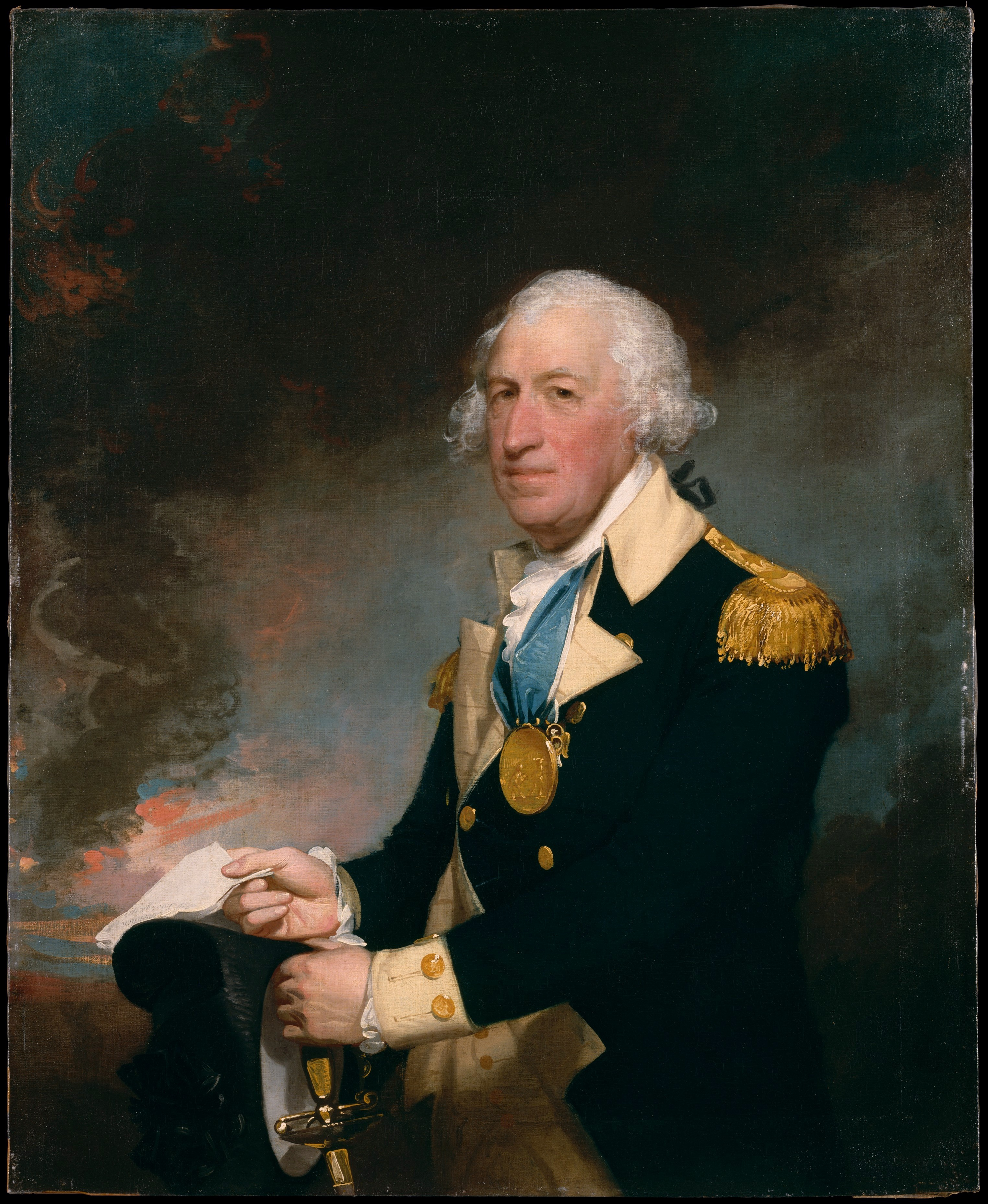
Horatio Gates, 1794, Metropolitní muzeum umění
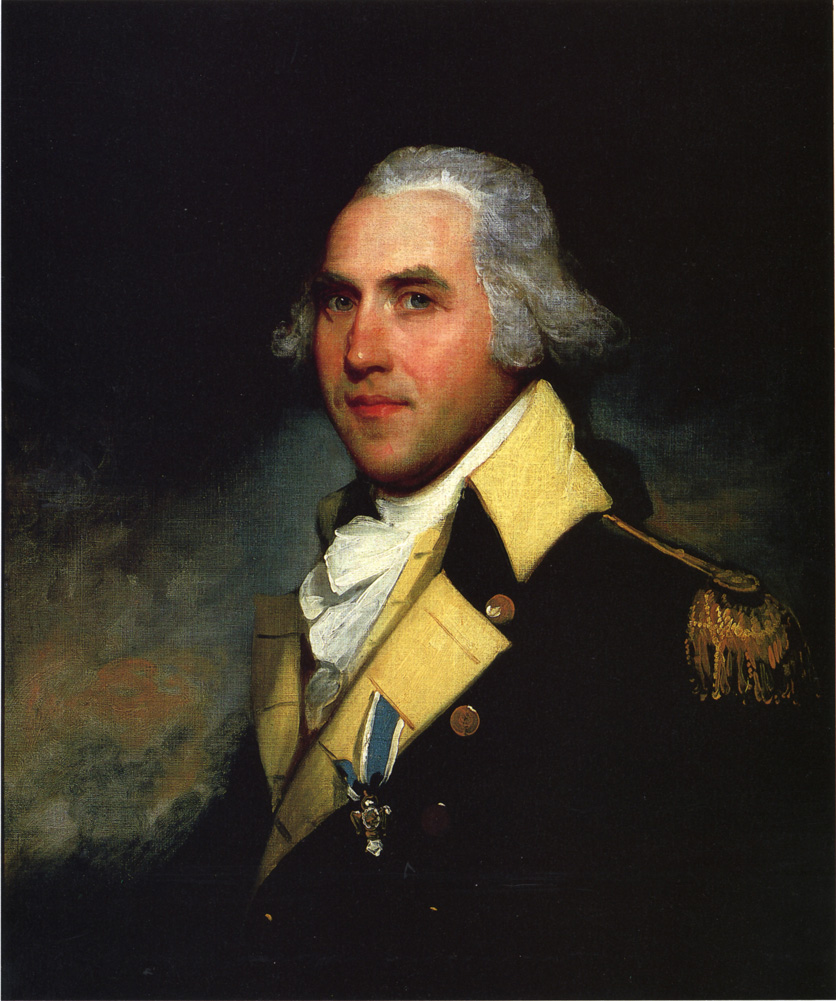
Peter Gansevoort, 1794
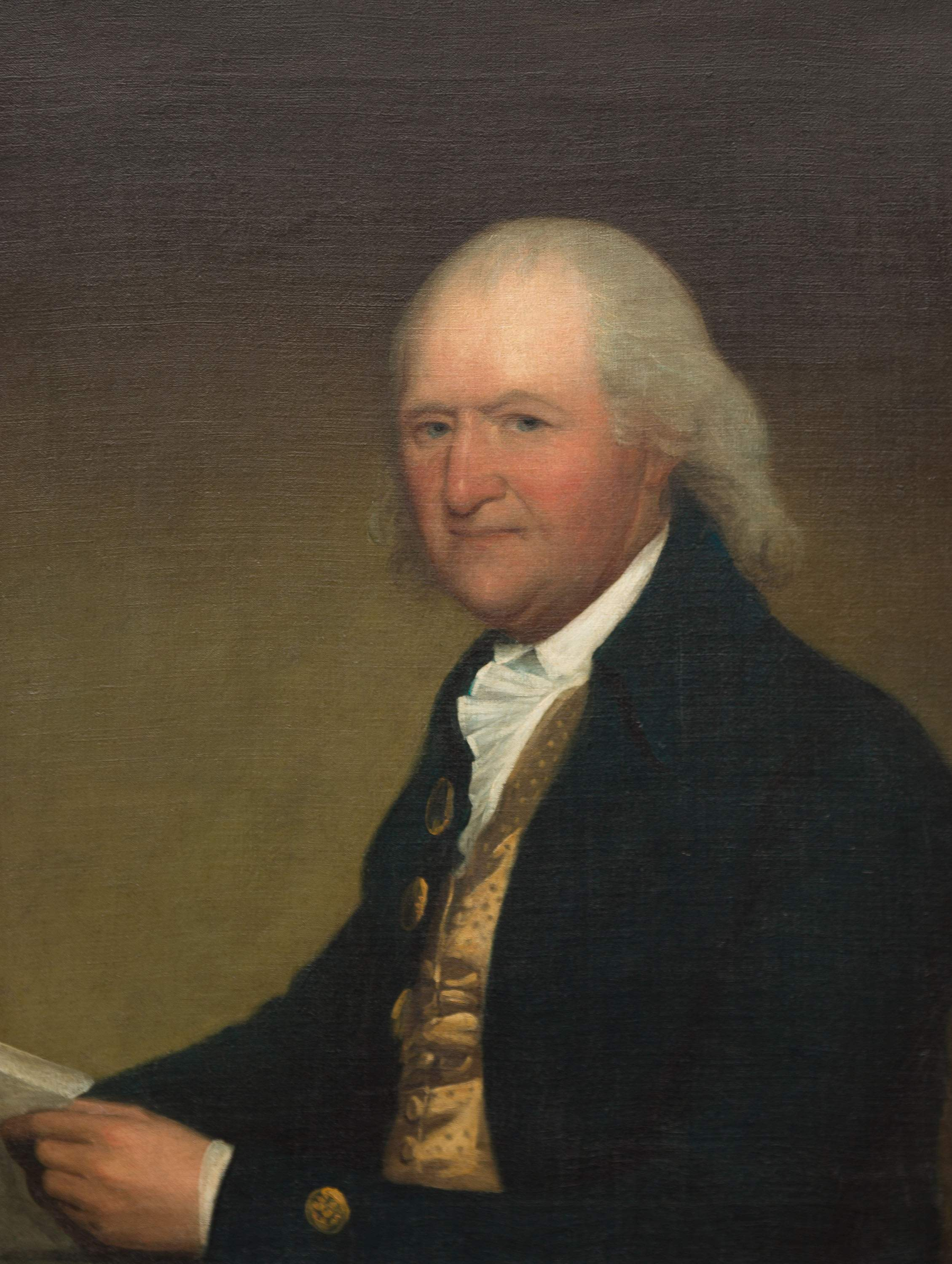
Peter Stuyvesant, vlastník půdy a obchodník v New Yorku, kolem 1793-95
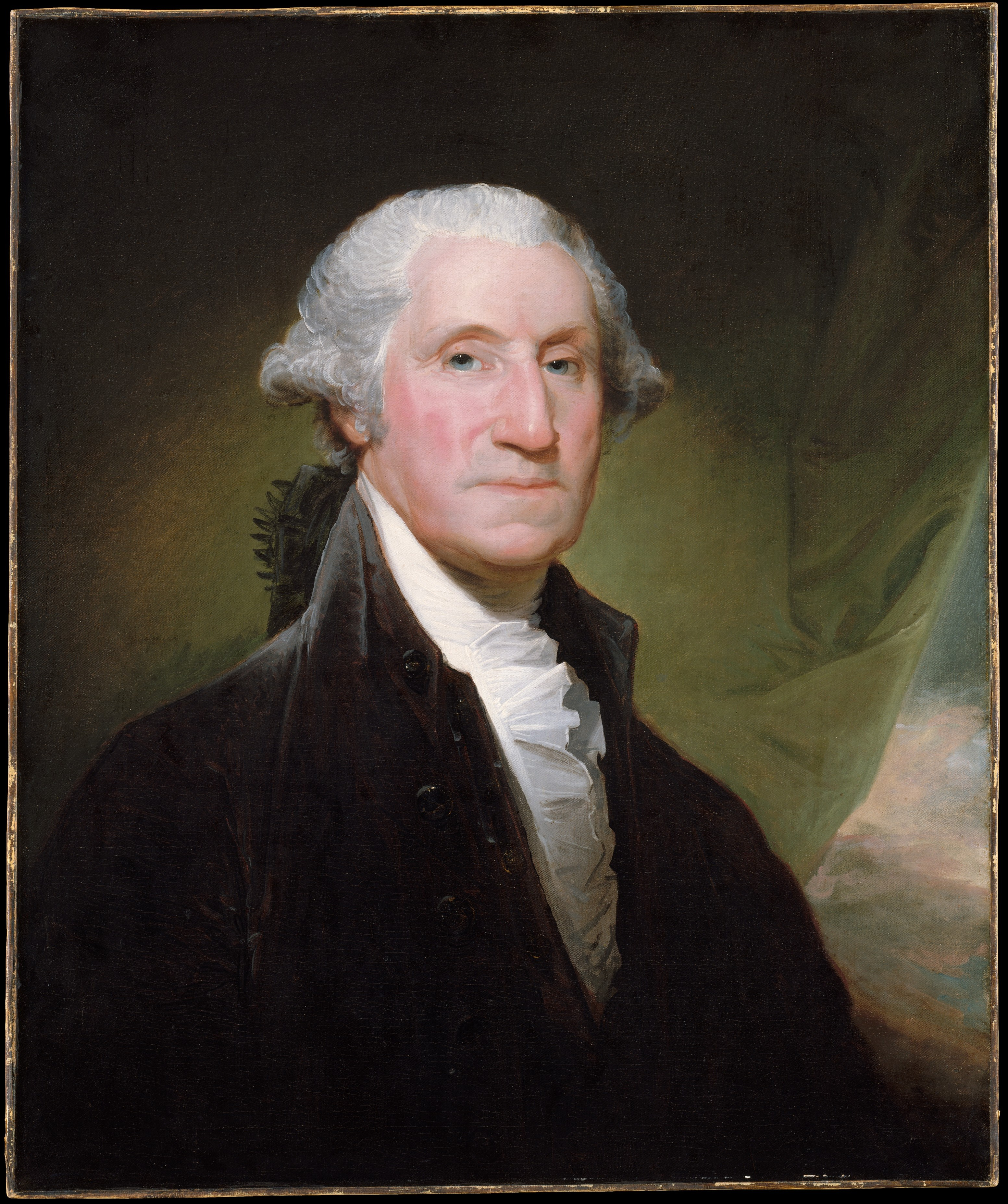
George Washington, 1795, Metropolitní muzeum umění v New Yorku
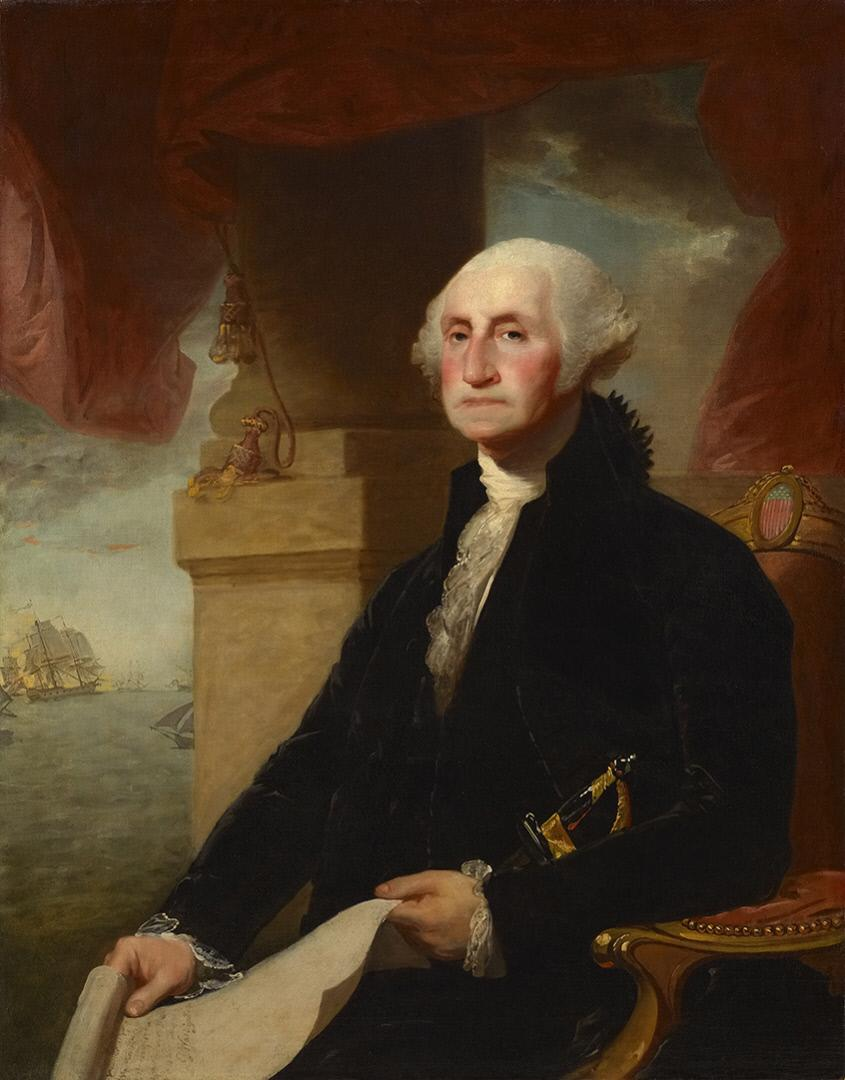
George Washington, 1797, Crystal Bridges Museum of American Art, Bentonville, Arkansas
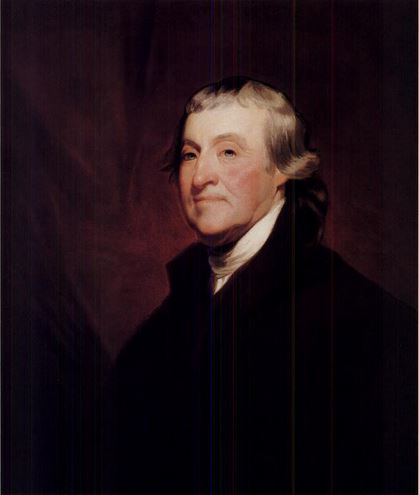
George Gibbs, 1798, Newport Art Museum, Rhode Island
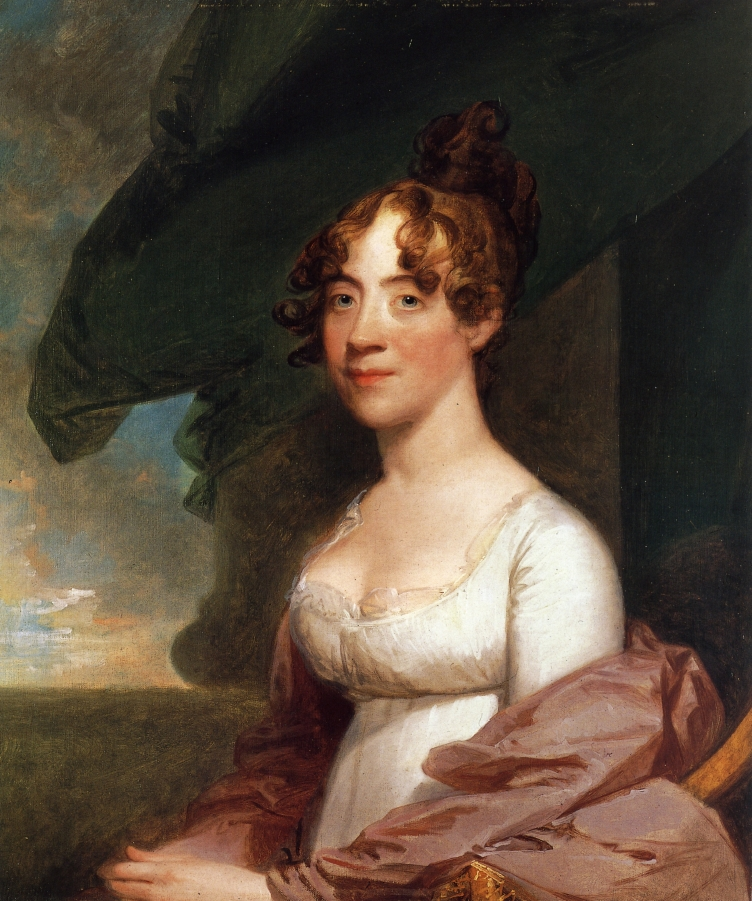
Anna Payneová Cuttsová, sestra první dámy Dolley Madisonové, 1804, Bílý dům
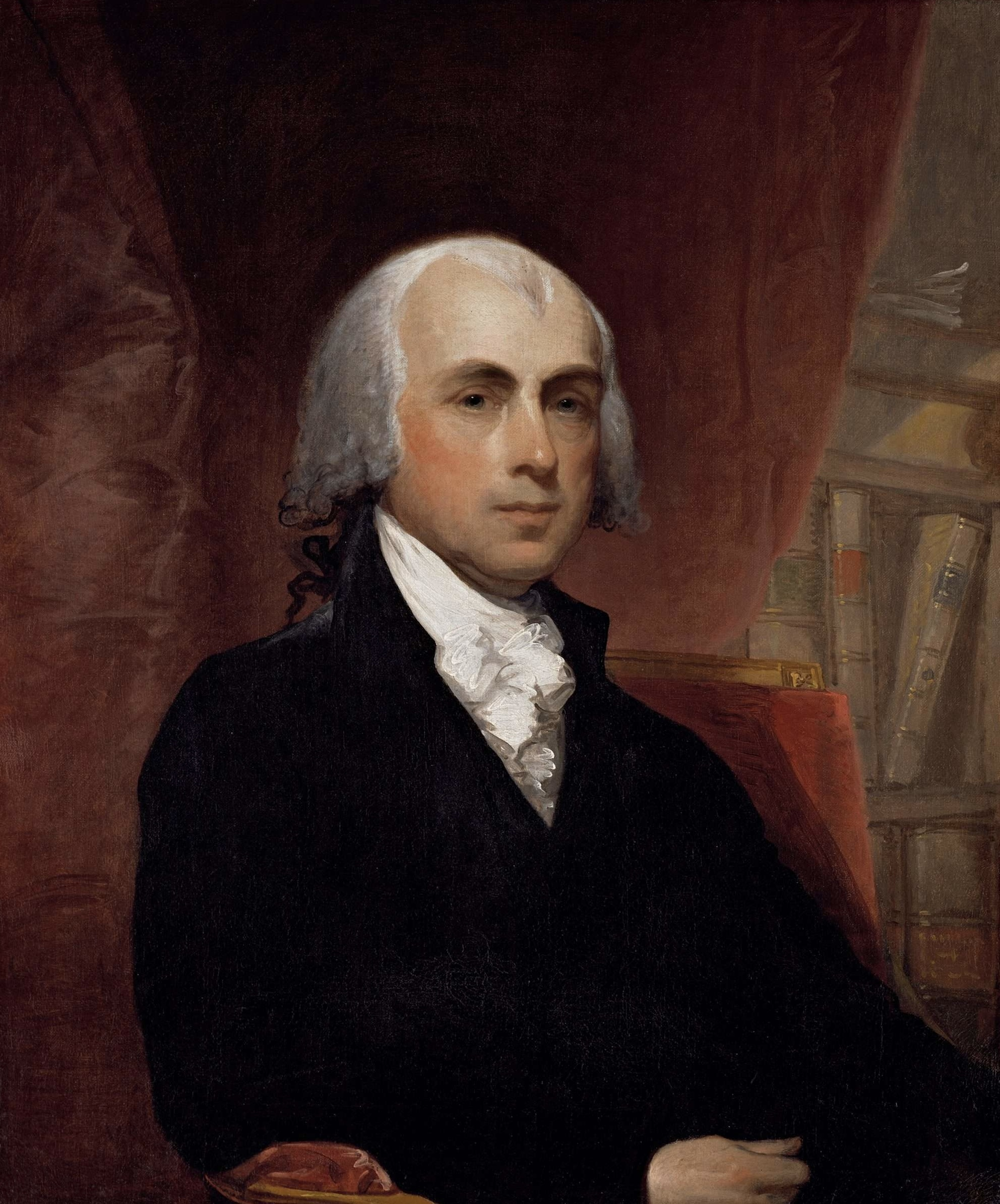
Čtvrtý prezident Spojených států James Madison, 1804, Bowdoin College Museum of Art
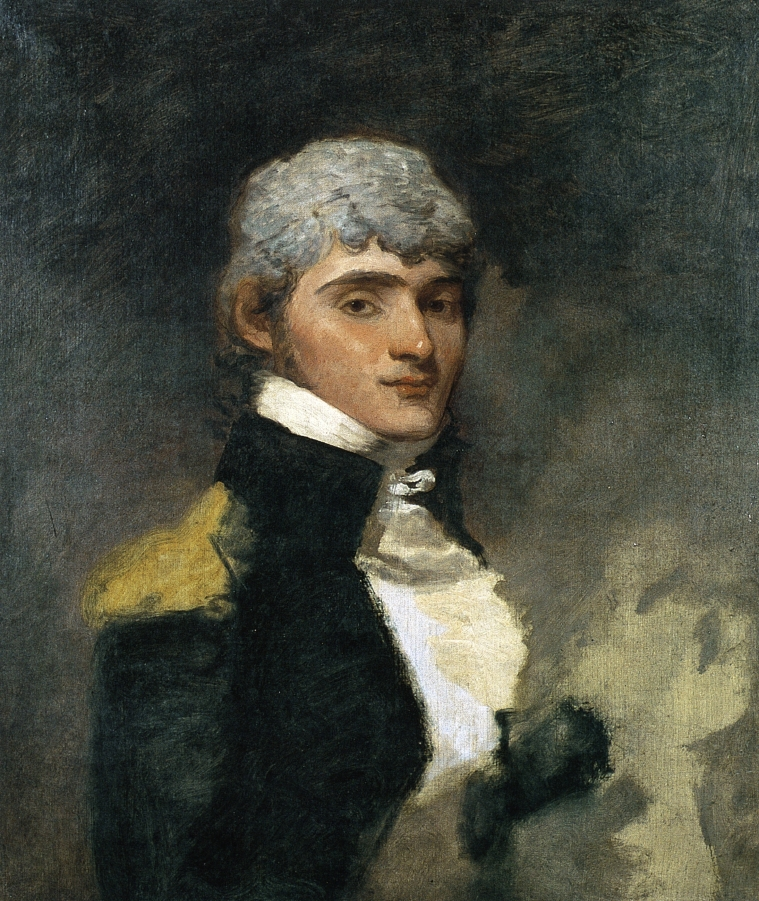
Jérôme Bonaparte, bratr Napoleona Bonaparteho, 1804
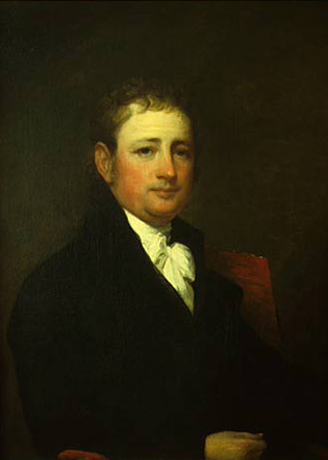
George Calvert, politik a plantážník, 1804
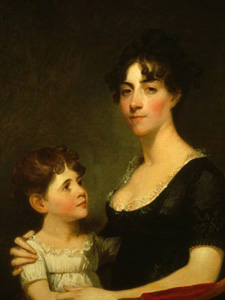
Rosalie Stier Calvertová, manželka Georga Calverta
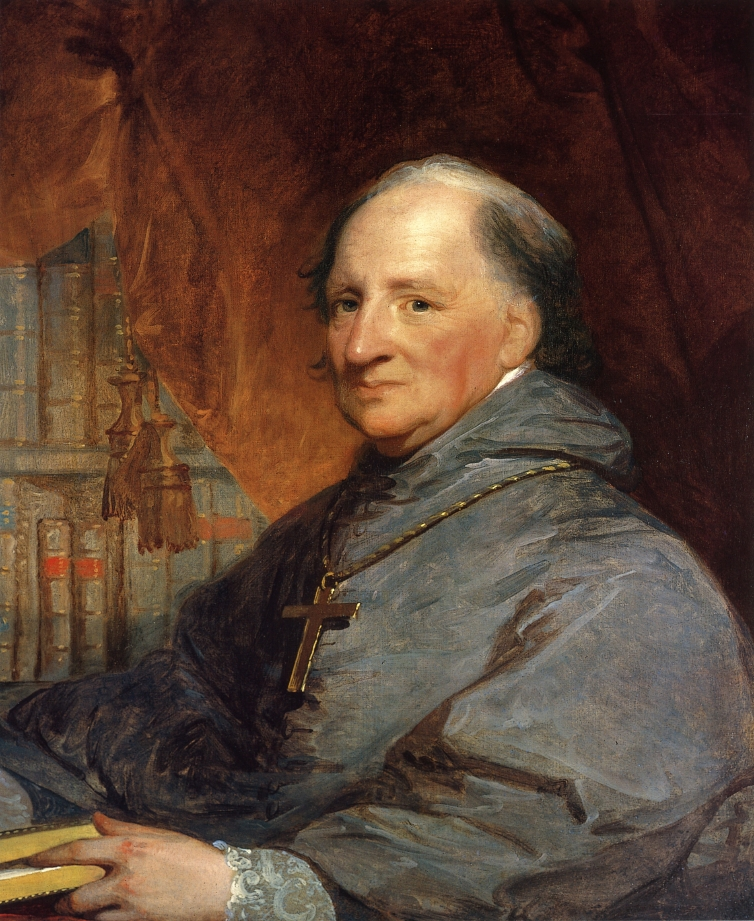
John Carroll, první katolický biskup Spojených států, asi 1804, Georgetown University Art Collection, Washington, DC
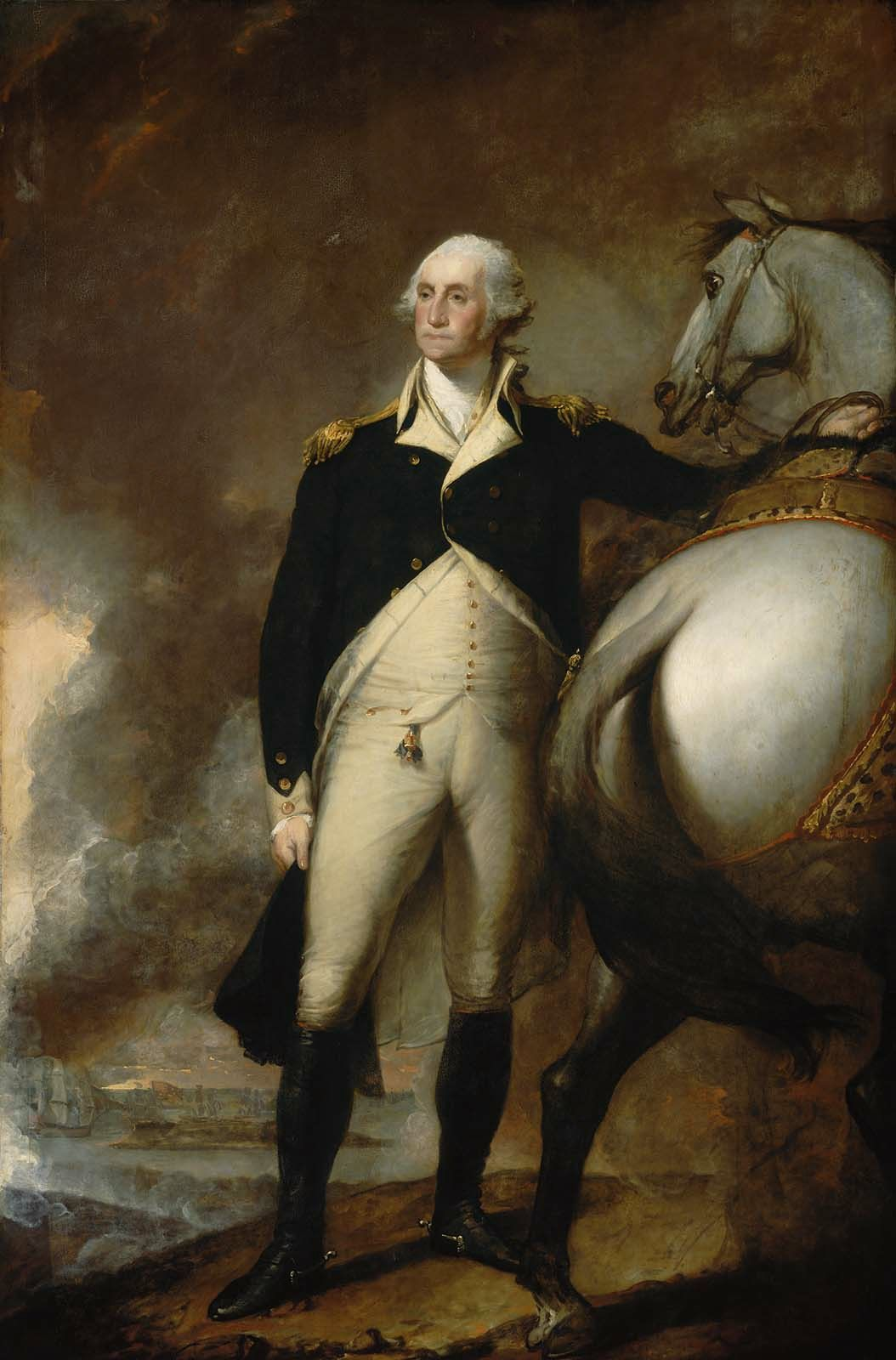
George Washington na Dorchester Heights, 1806, Boston Museum of Fine Arts
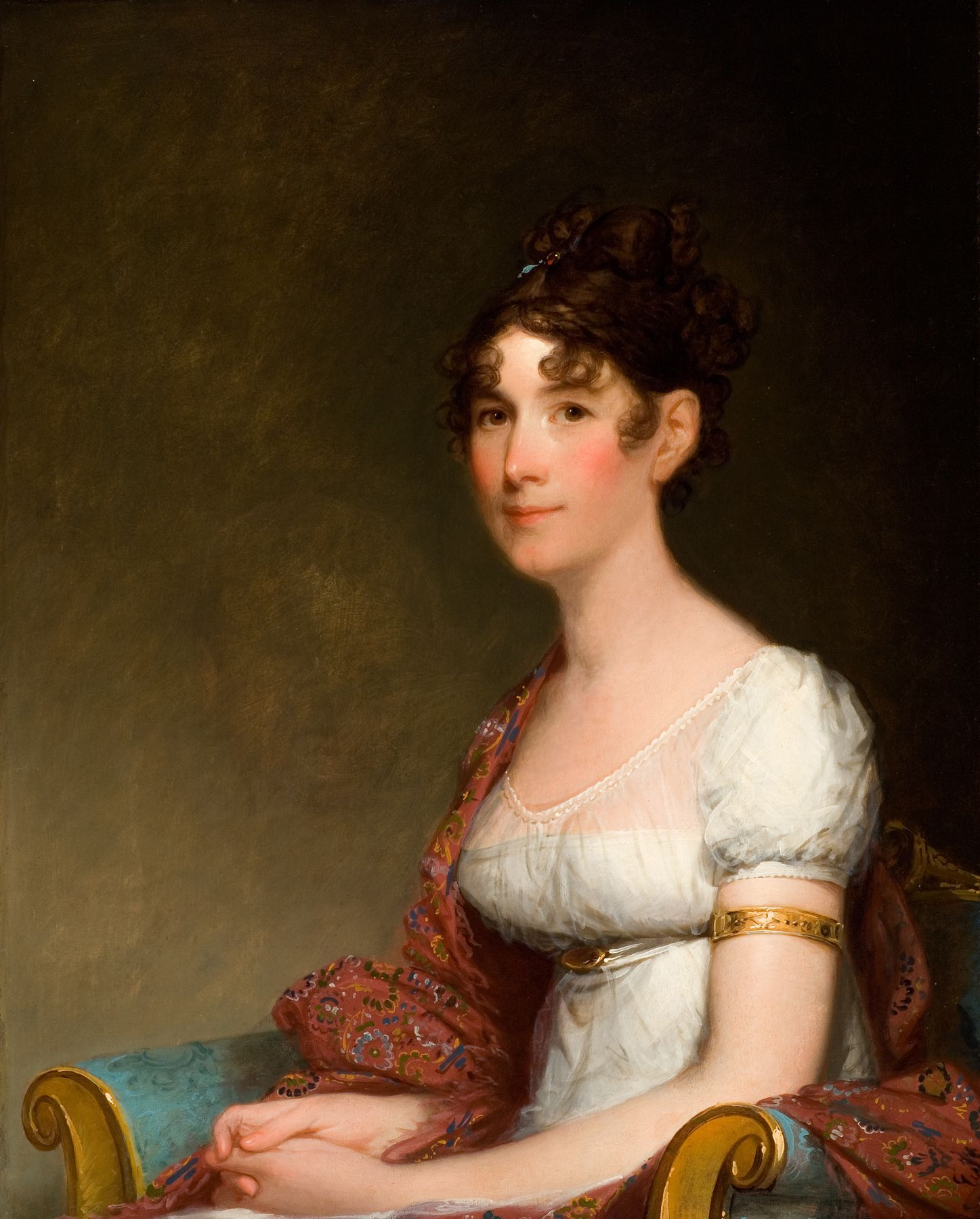
Paní Grayová Otisová, 1809, Reynold House Museum of American Art, Winston-Salem, NC
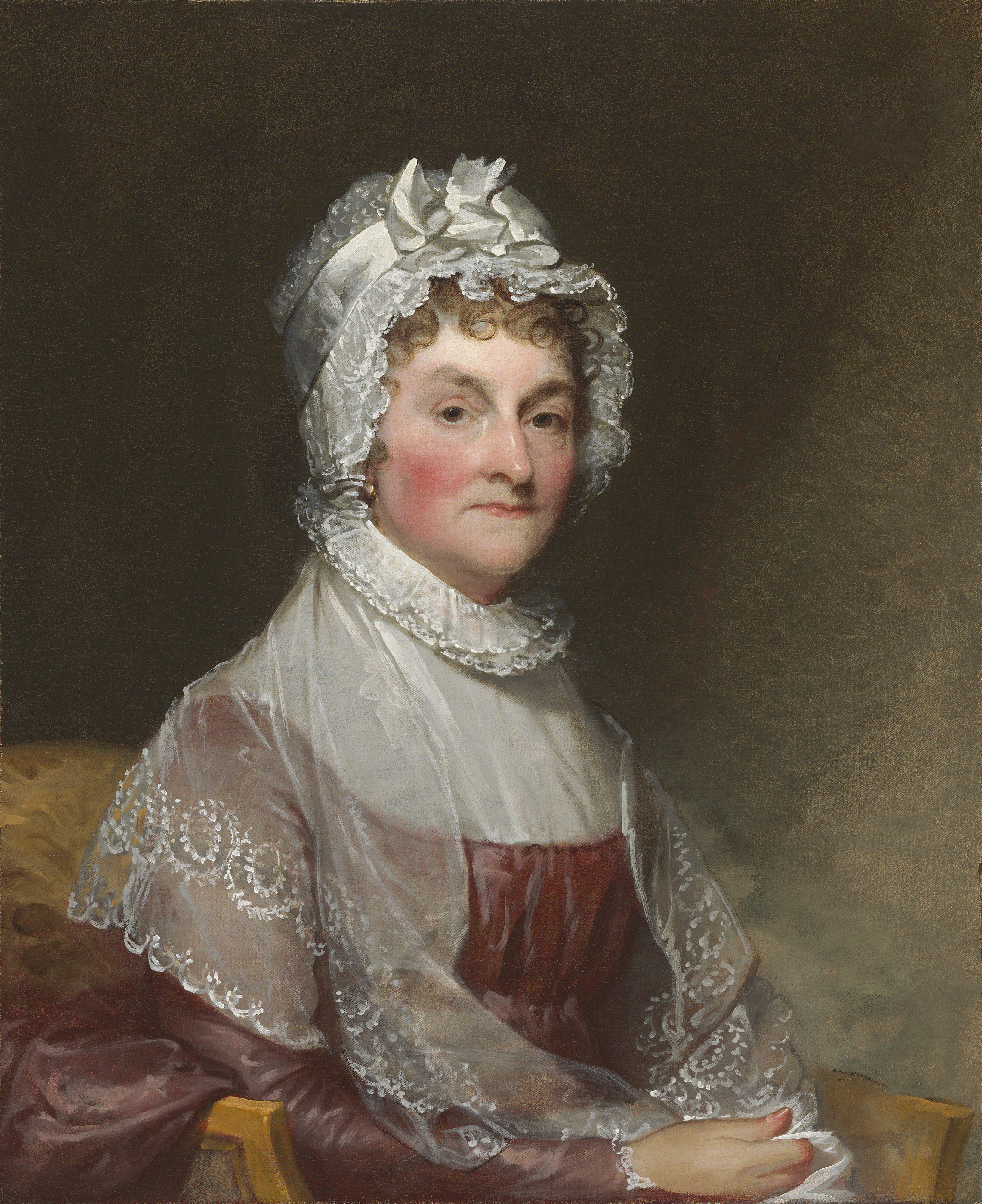
První dáma Spojených států Abigail Adamsová, asi 1800–1815
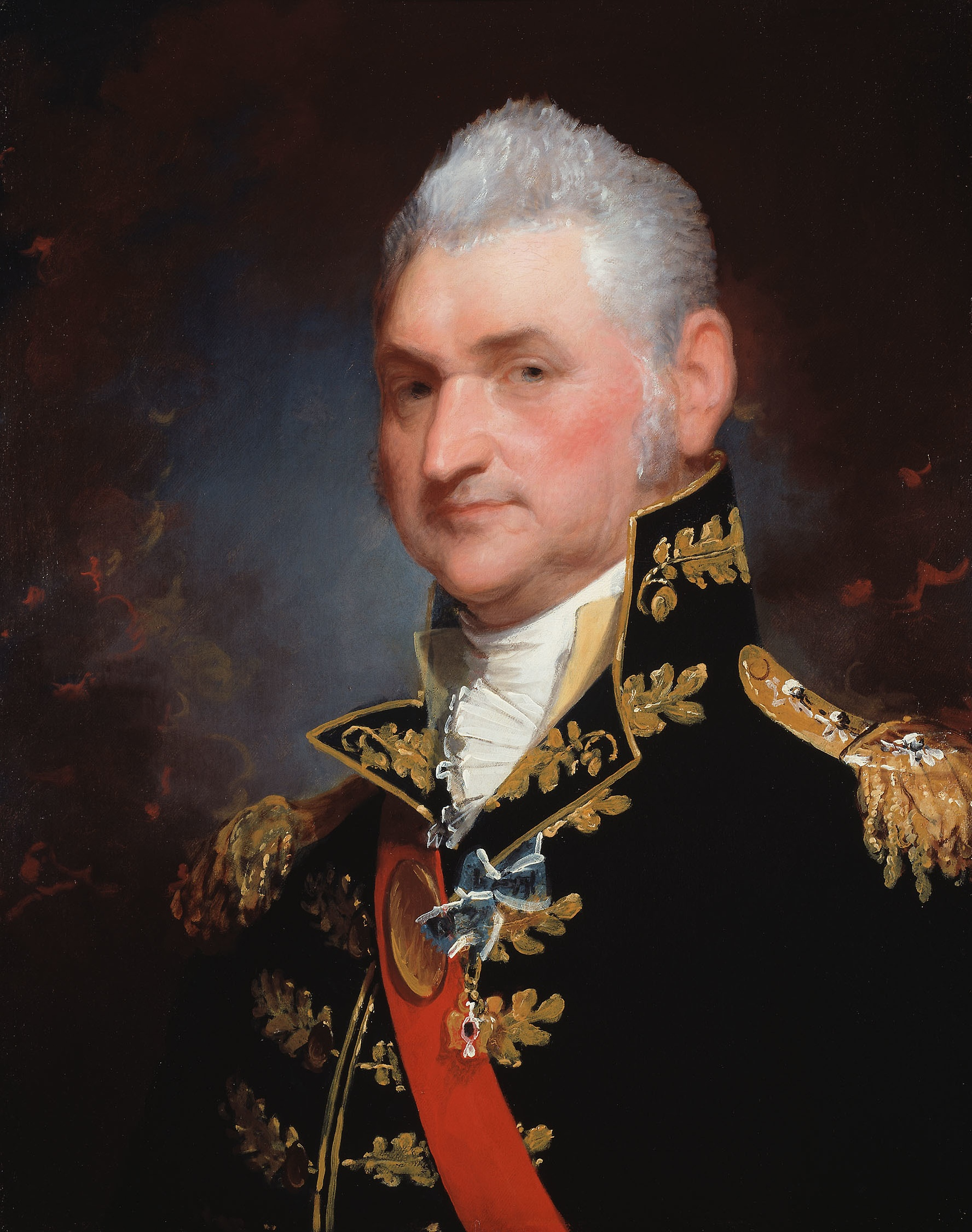
Generálmajor Henry Dearborn 1812–1815 [?]
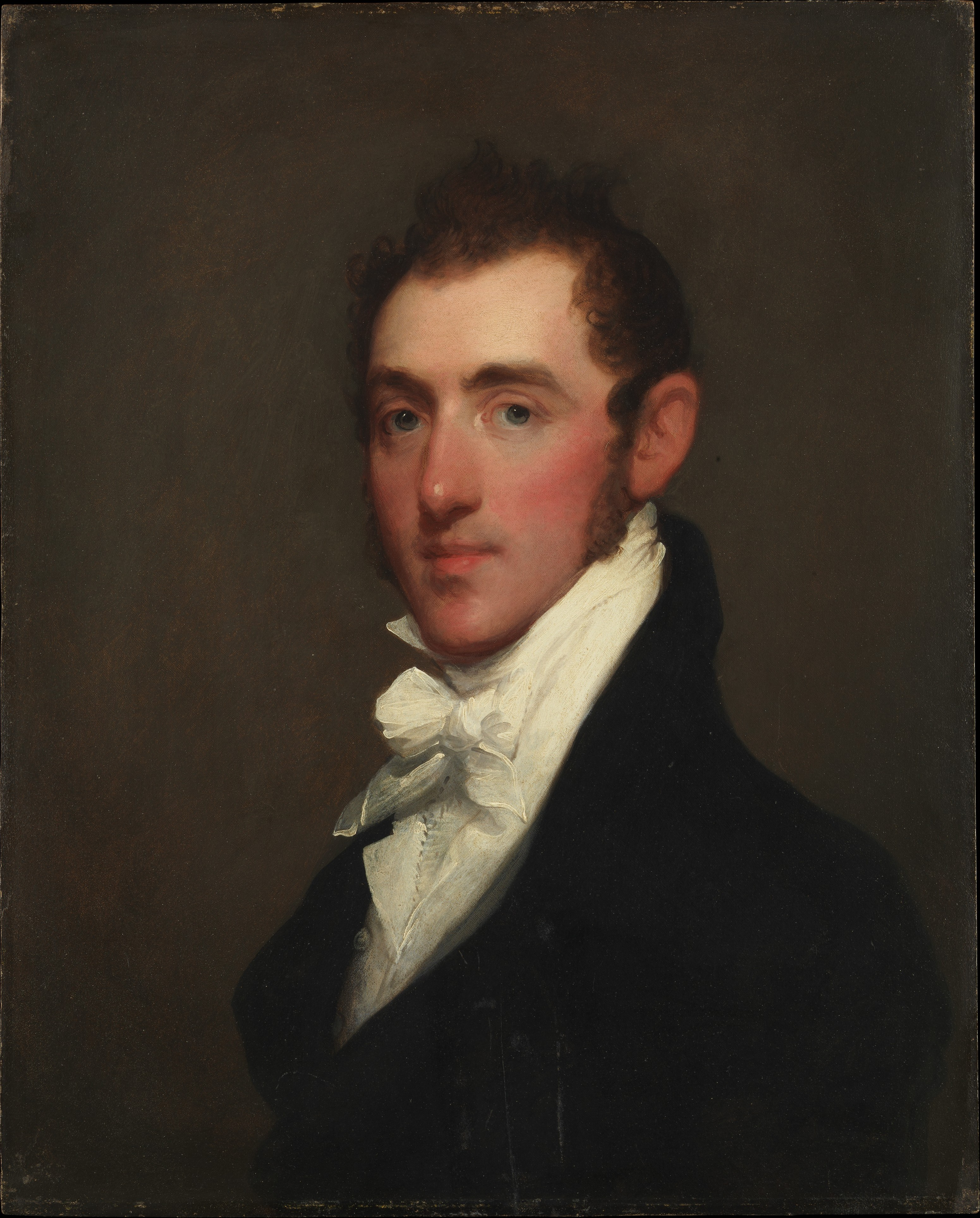
Henry Rice, obchodník z Bostonu a poslanec v Massachusetts, asi 1815
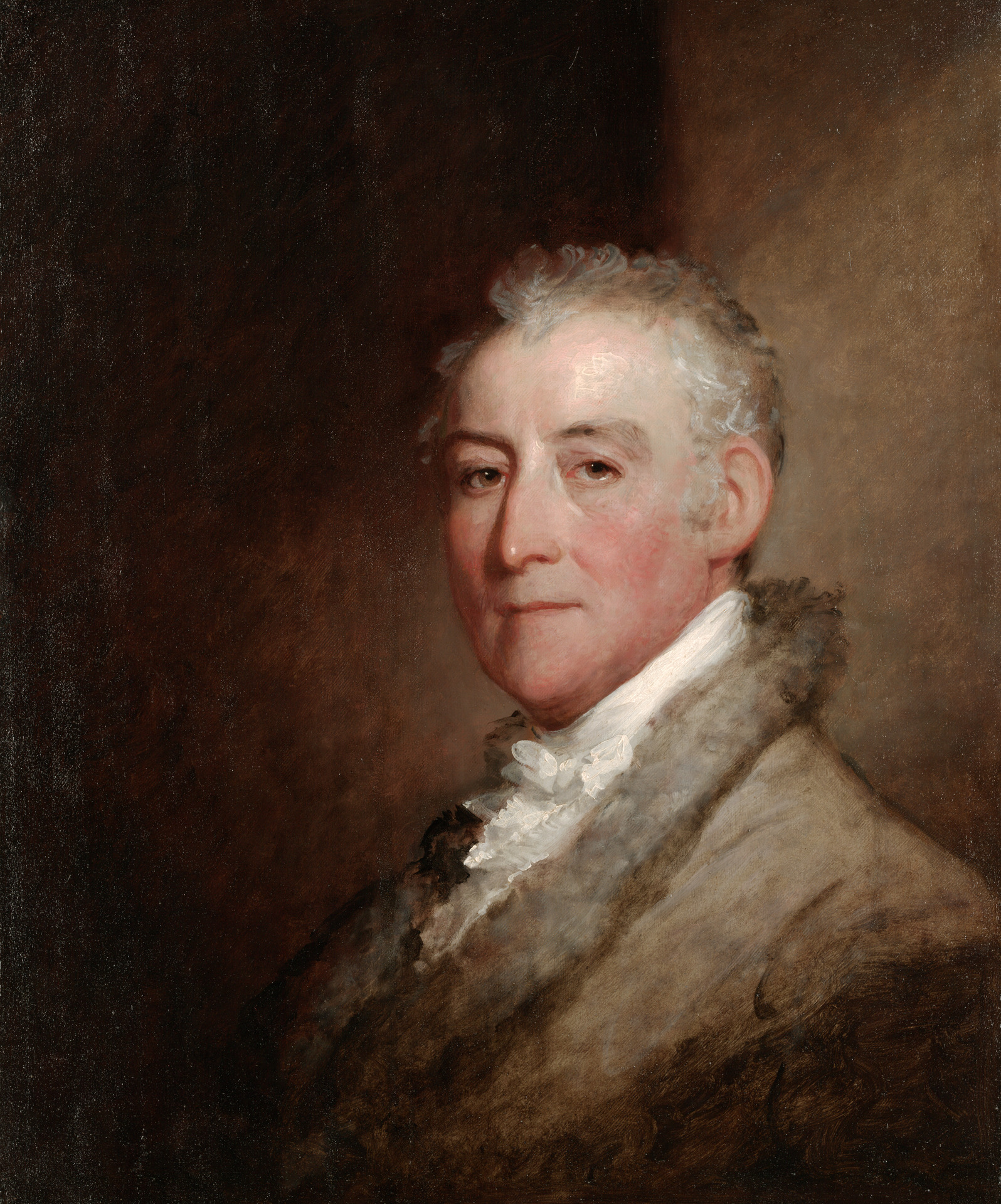
Americký umělec John Trumbull, asi 1818
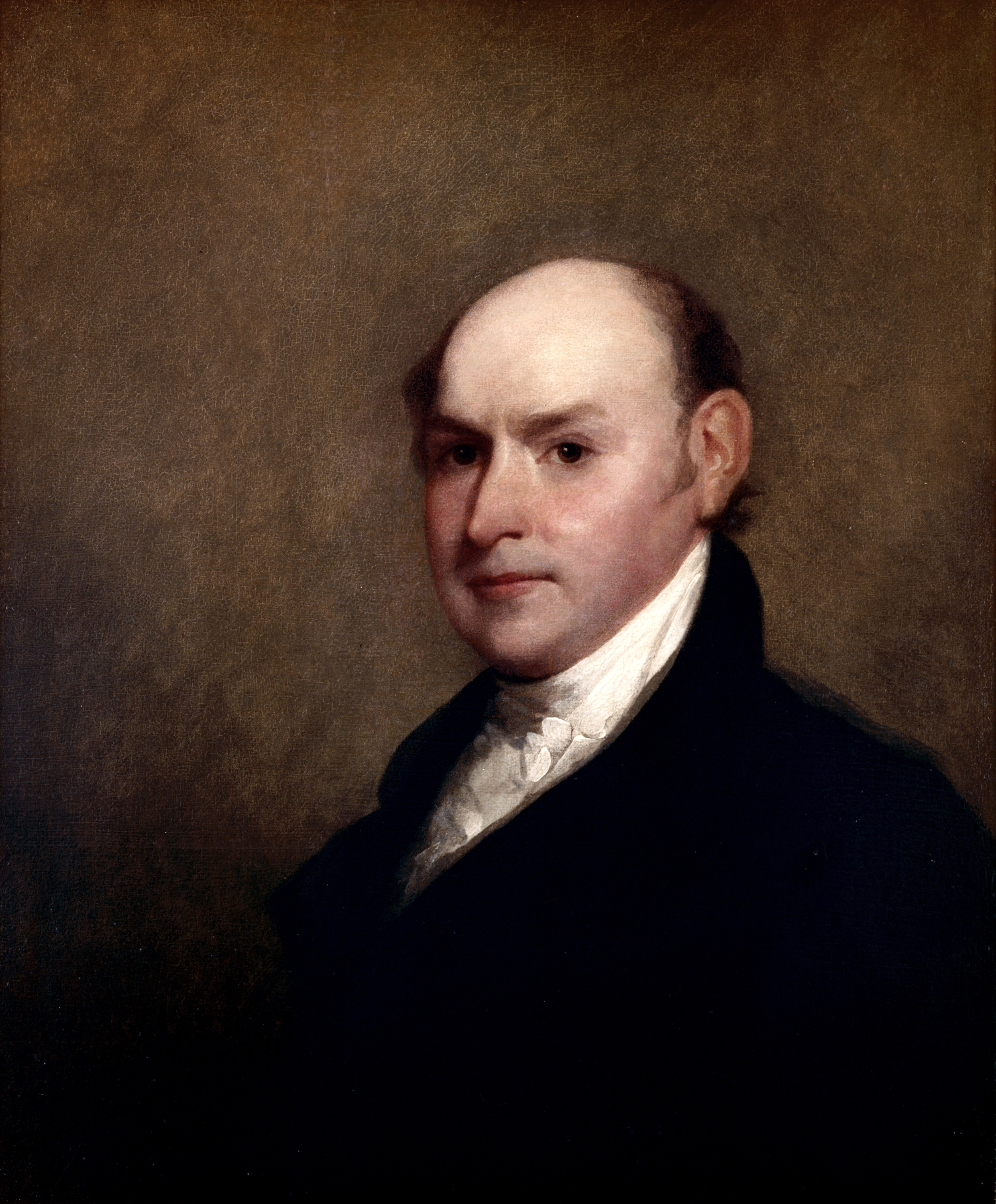
Prezident Spojených států John Quincy Adams, 1818
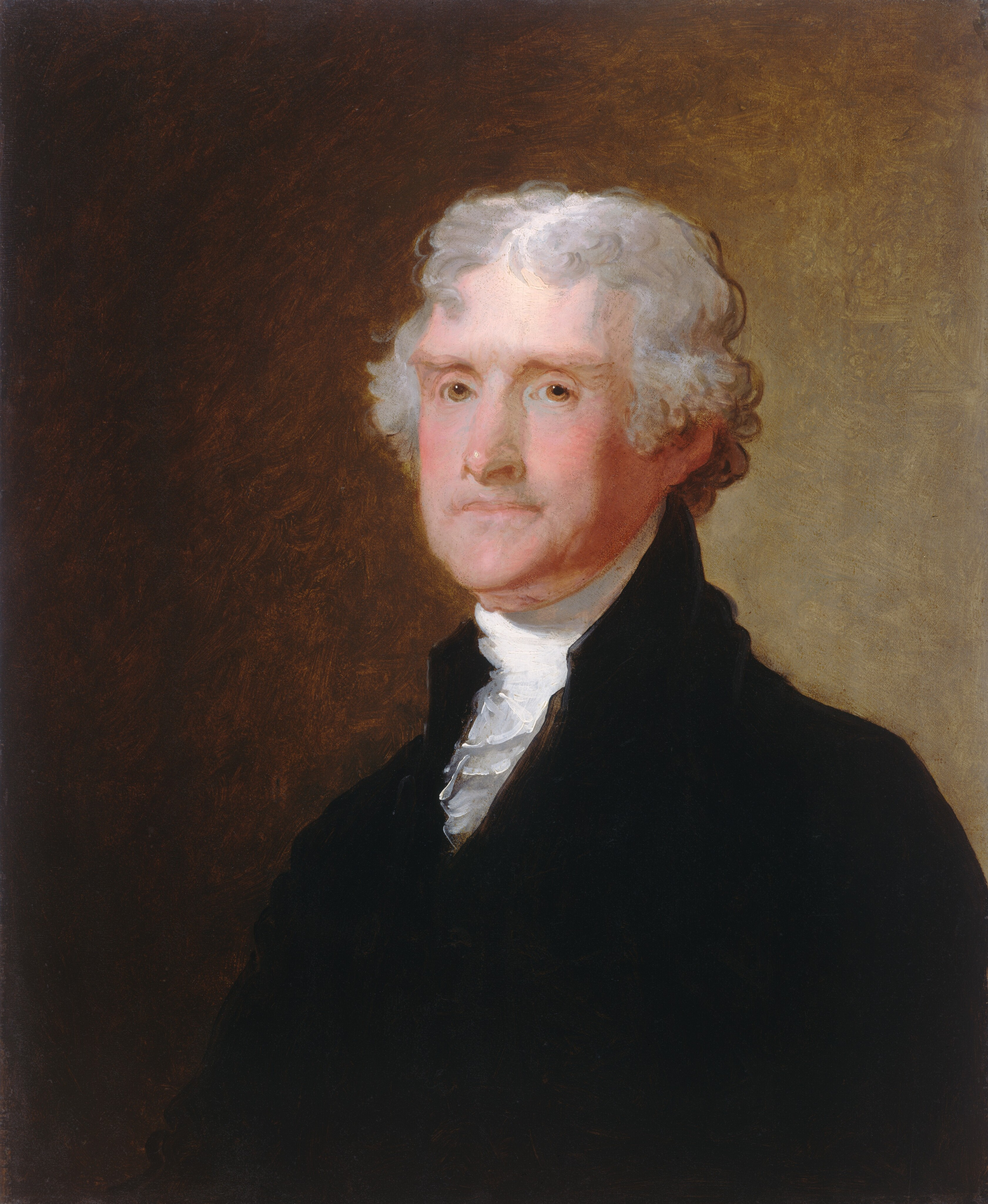
Prezident Spojených států Thomas Jefferson, asi 1821, Národní galerie umění, Washington
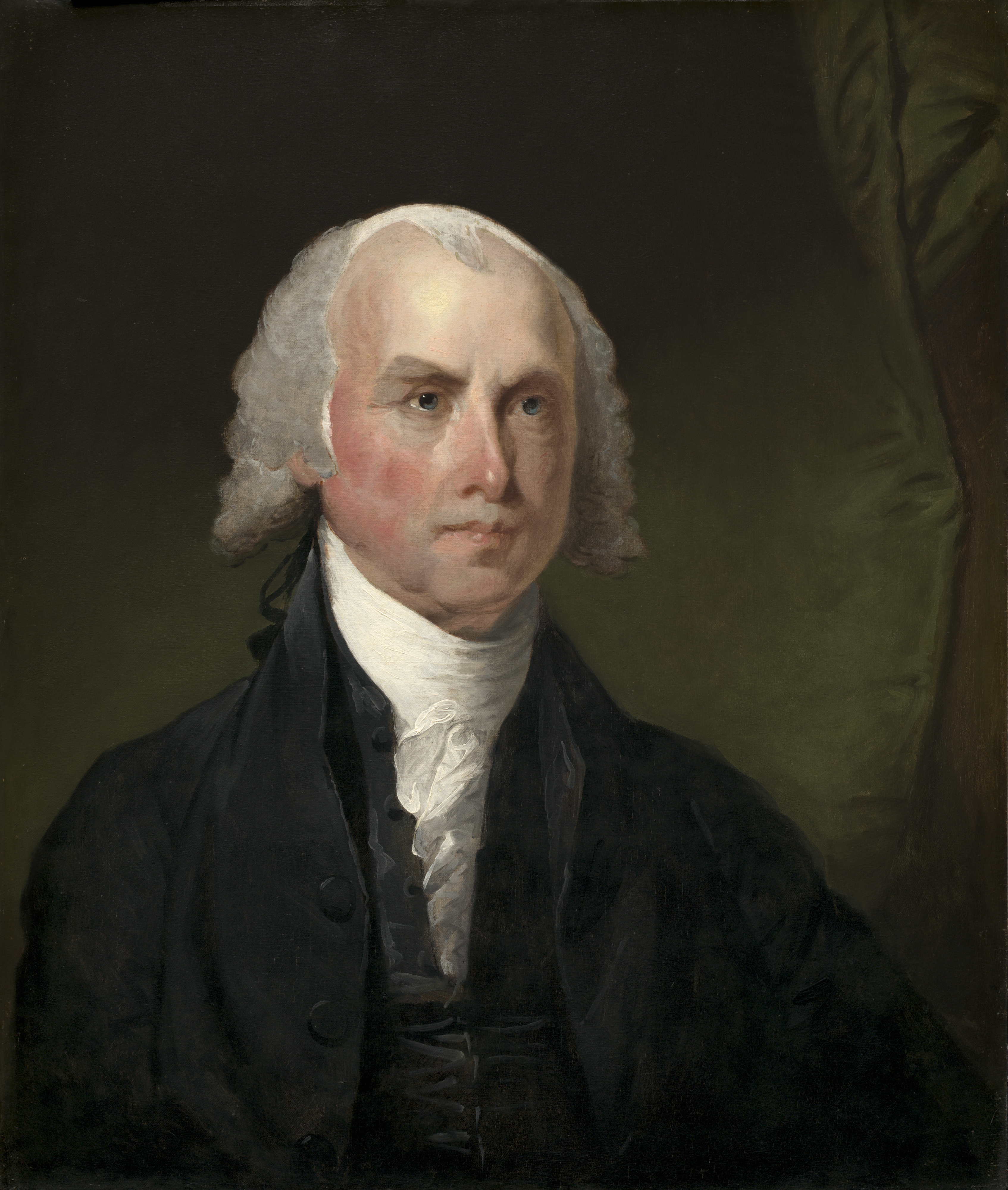
Prezident Spojených států James Madison, asi 1821, Národní galerie umění
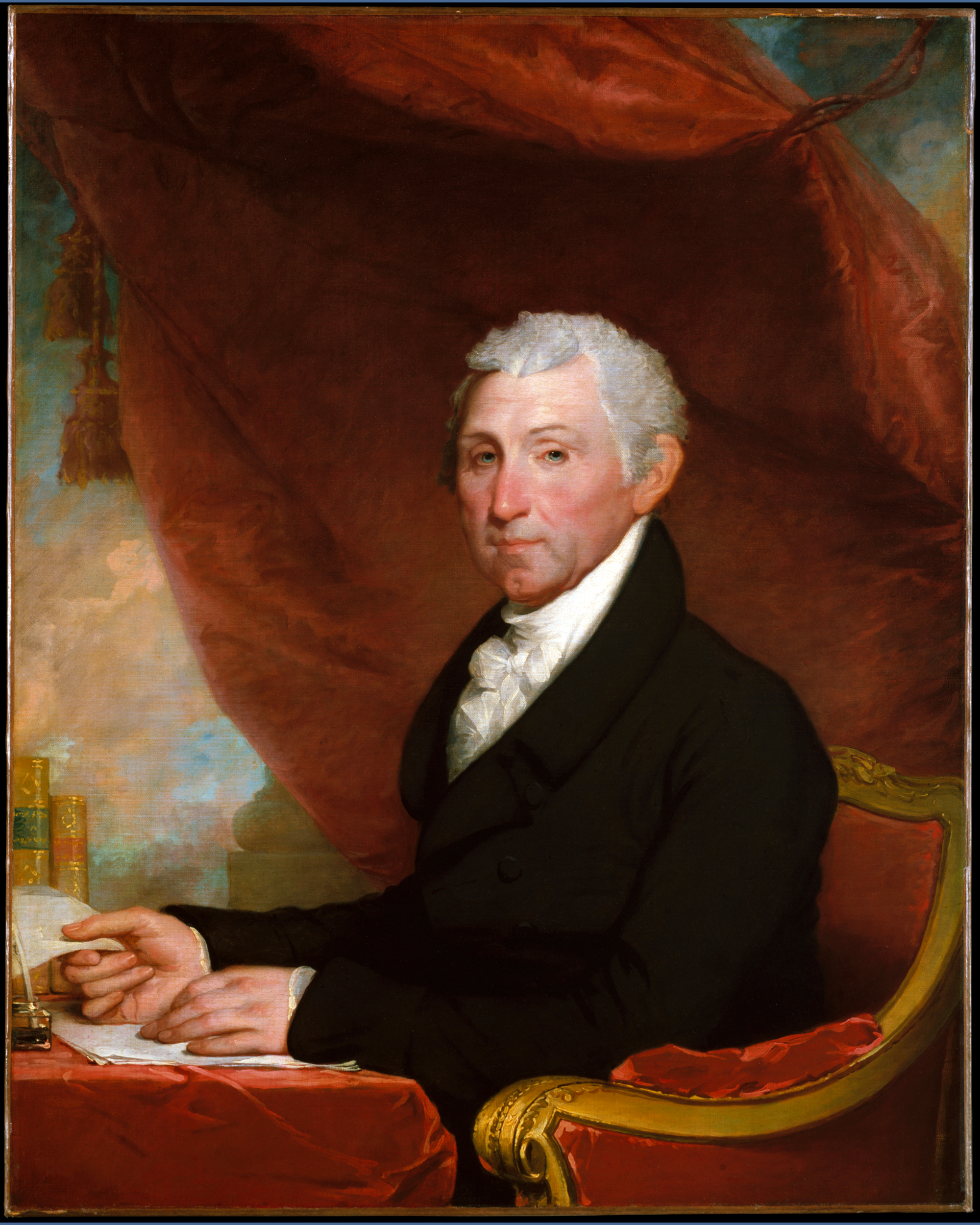
Prezident Spojených států James Monroe, asi 1820–1822
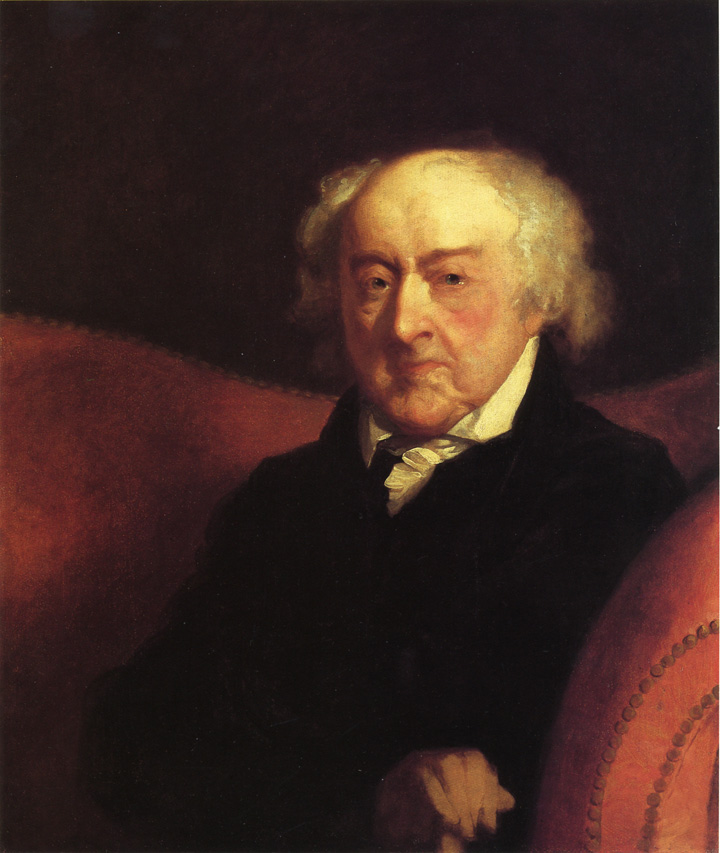
Prezident Spojených států John Adams, 1826
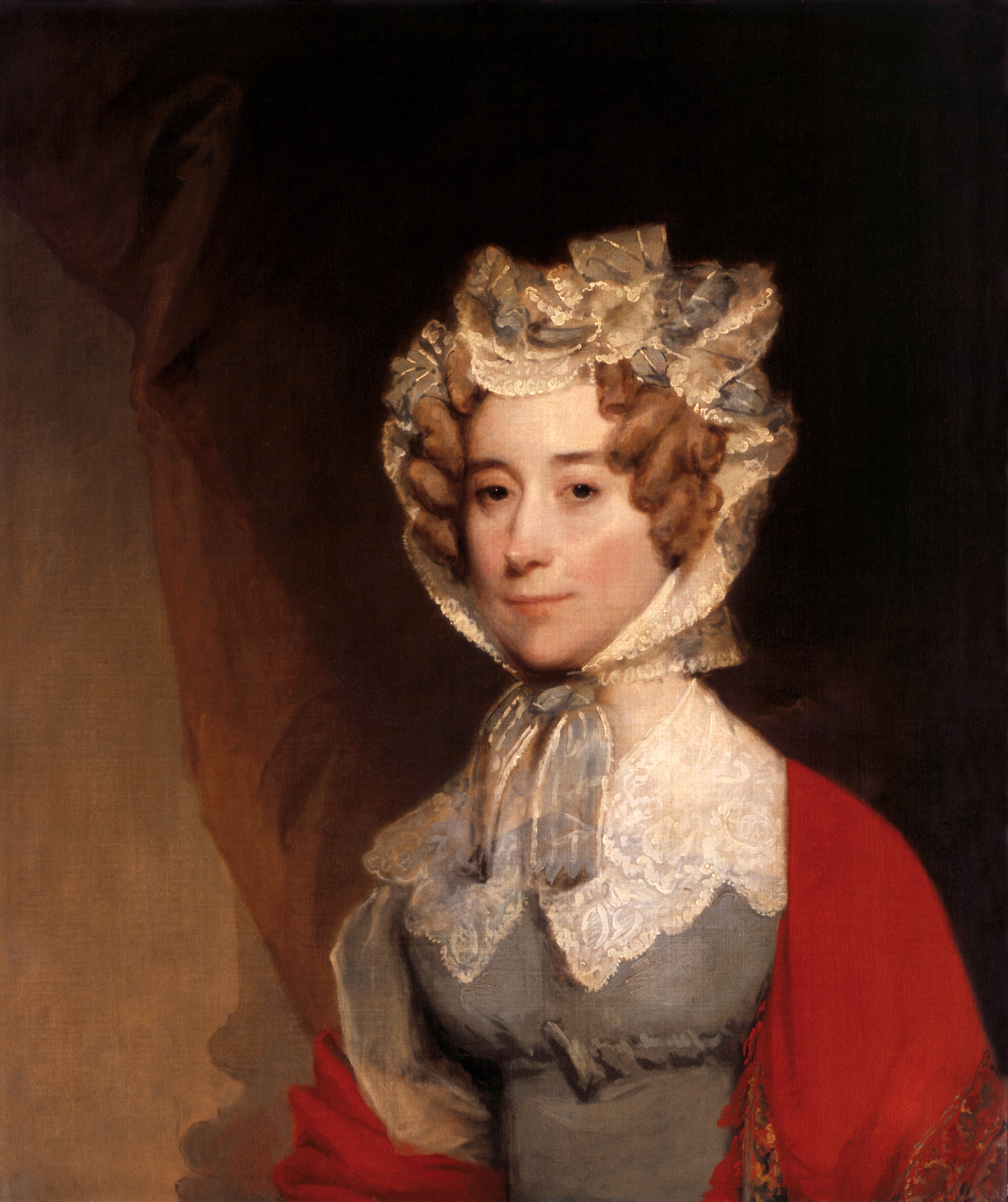
První dáma Spojených států Louisa Catherine Adamsová, asi 1821–1826